# Sinagoghe in Europa

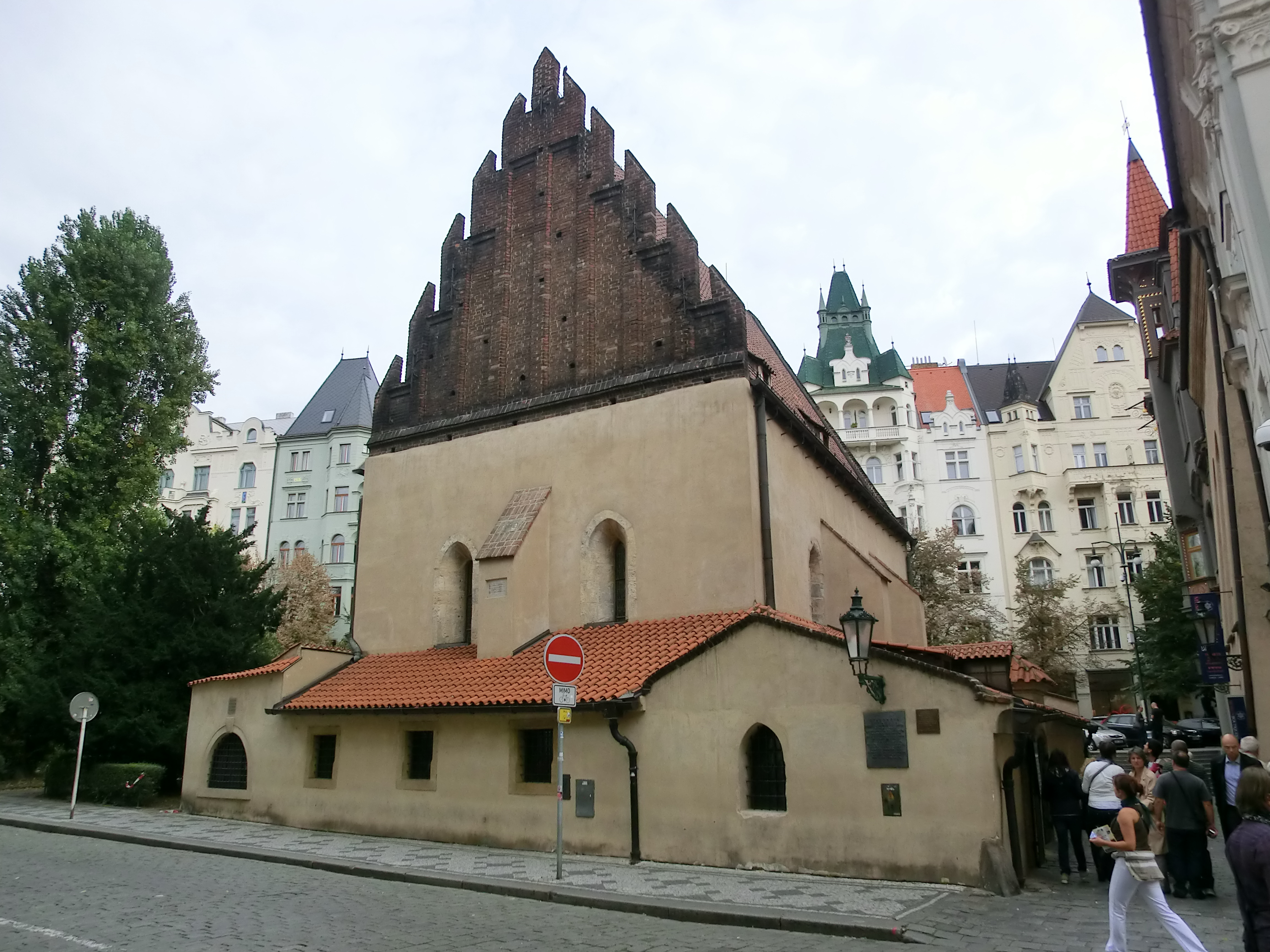
Sinagoga Vecchia-Nuova di Praga (1270)

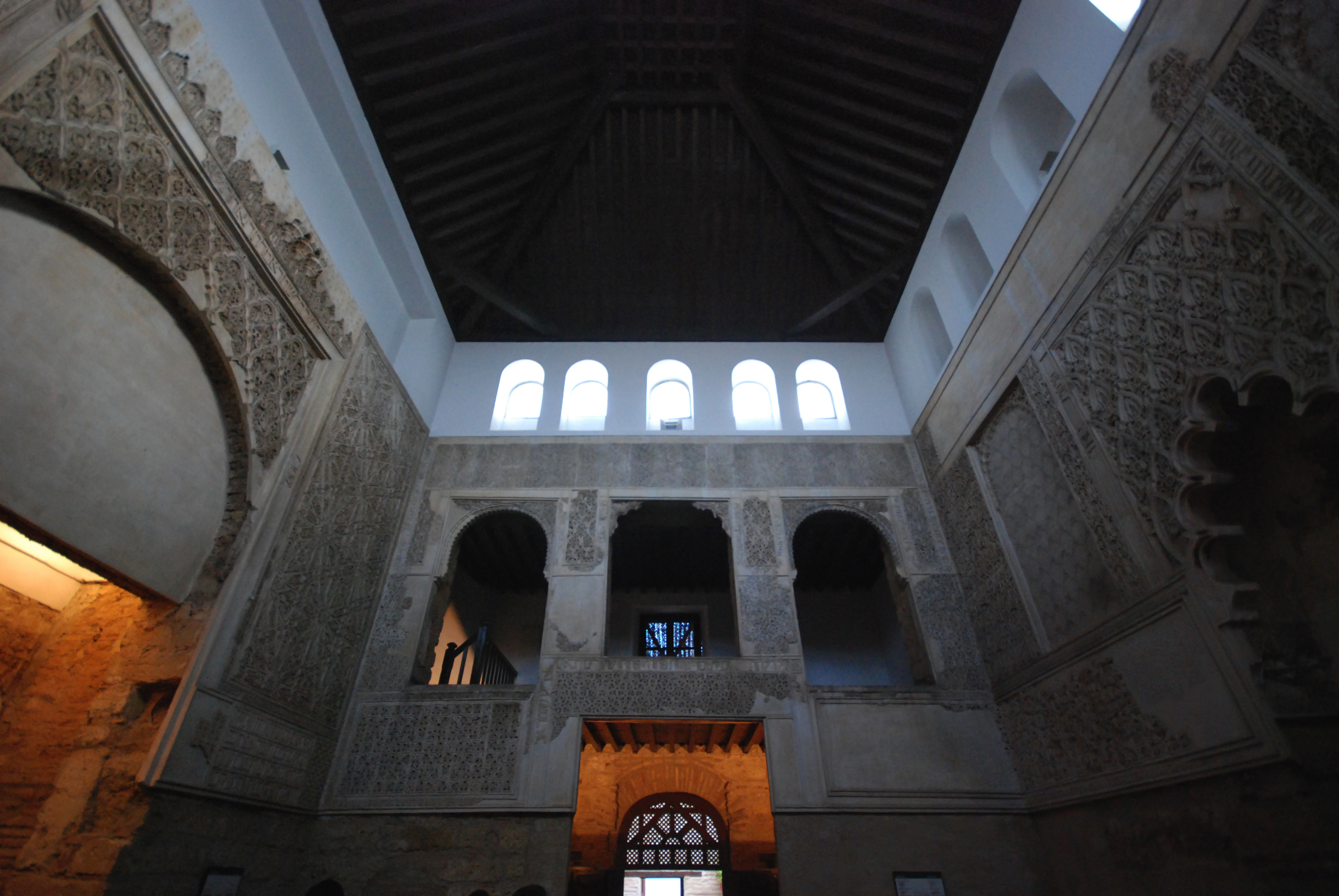
Sinagoga di Cordova, Spagna (1315)

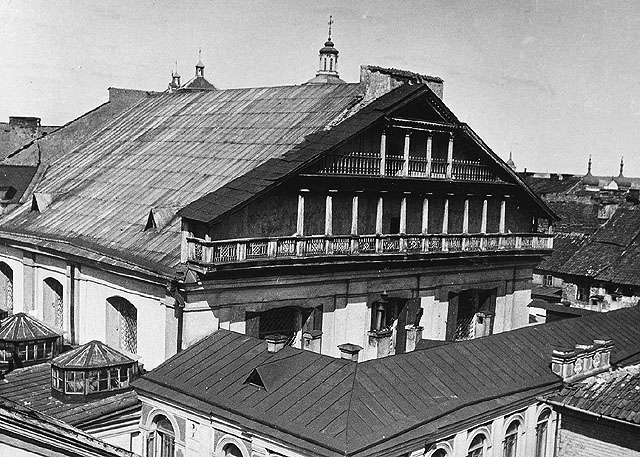
Sinagoga grande di Vilnius, Lituania (1633), oggi scomparsa

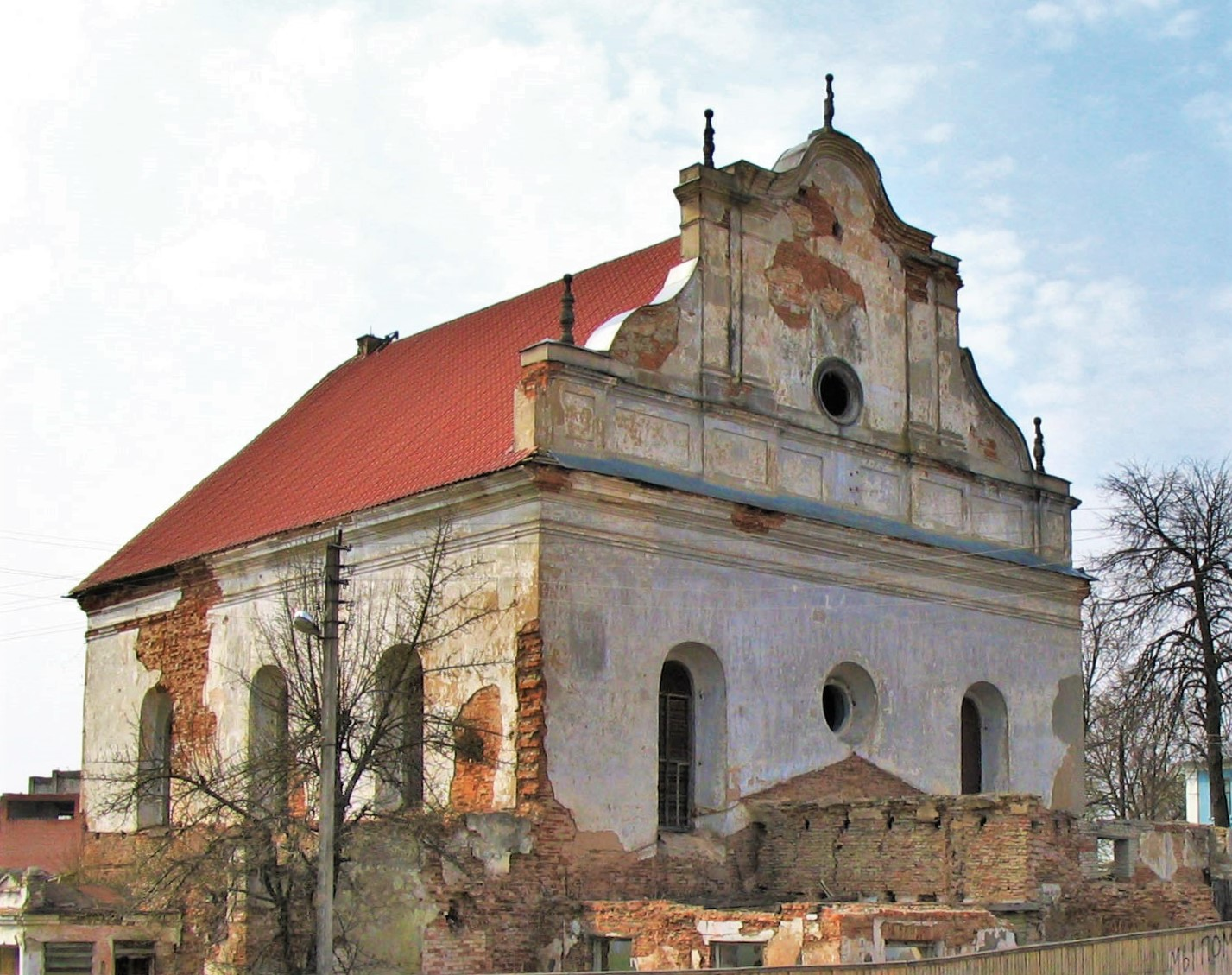
Sinagoga di Slonim, Bielorussia (1642)

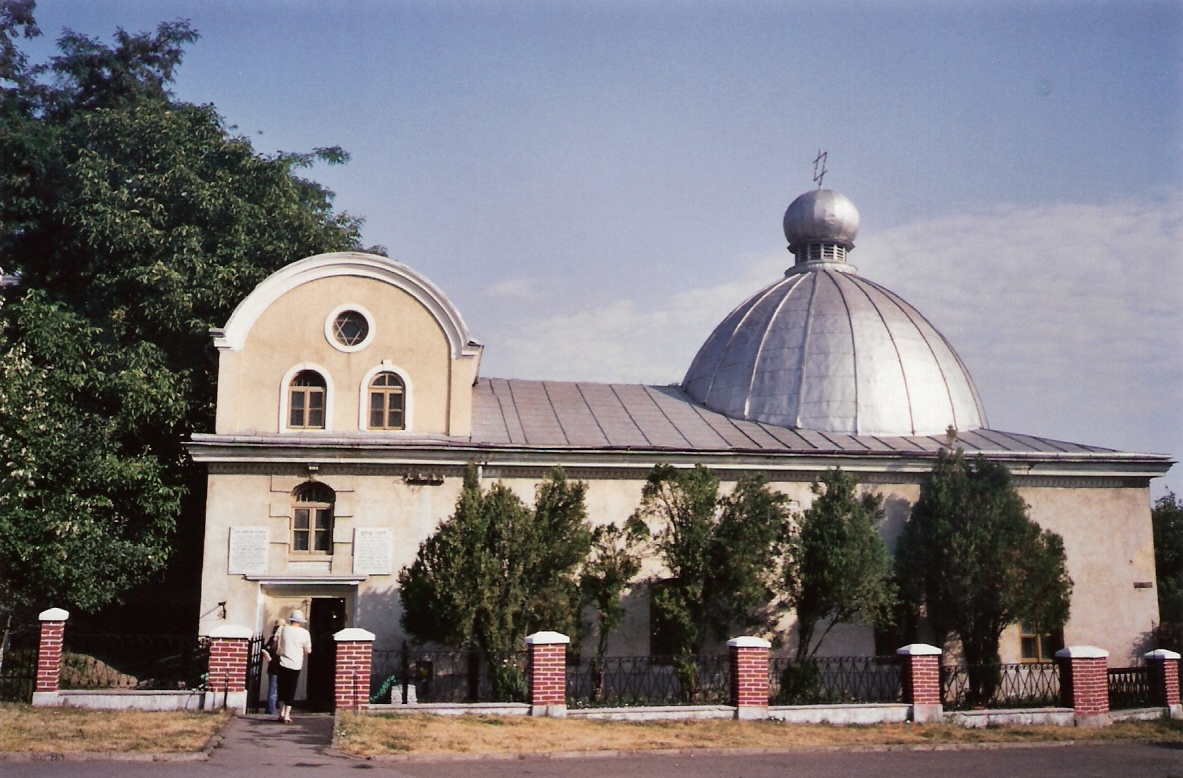
Sinagoga grande di Iași, Romania (1671)

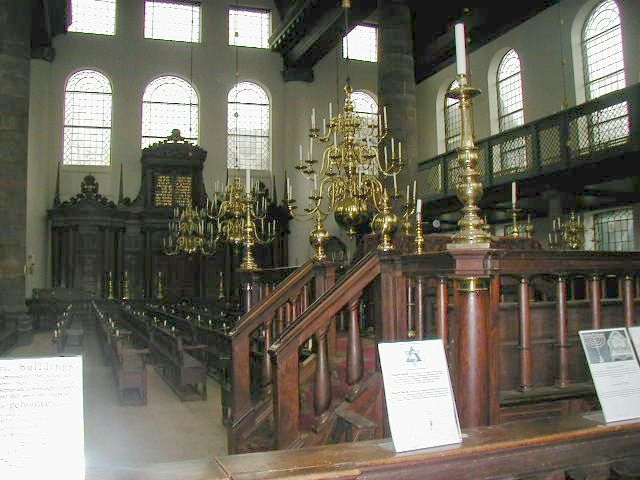
Sinagoga portoghese di Amsterdam, Paesi Bassi (1675)

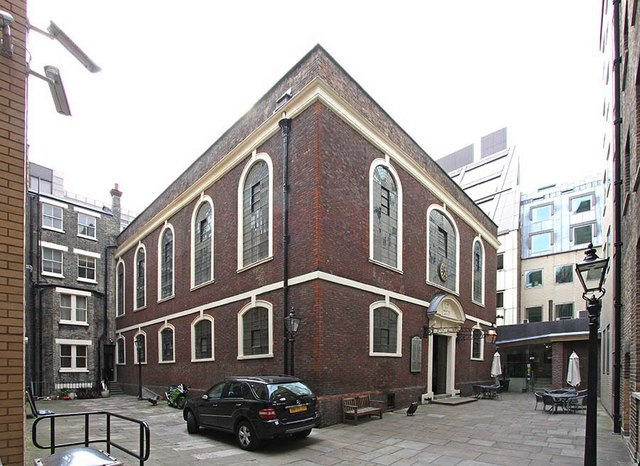
Sinagoga Bevis Marks di Londra, Inghilterra (1701)

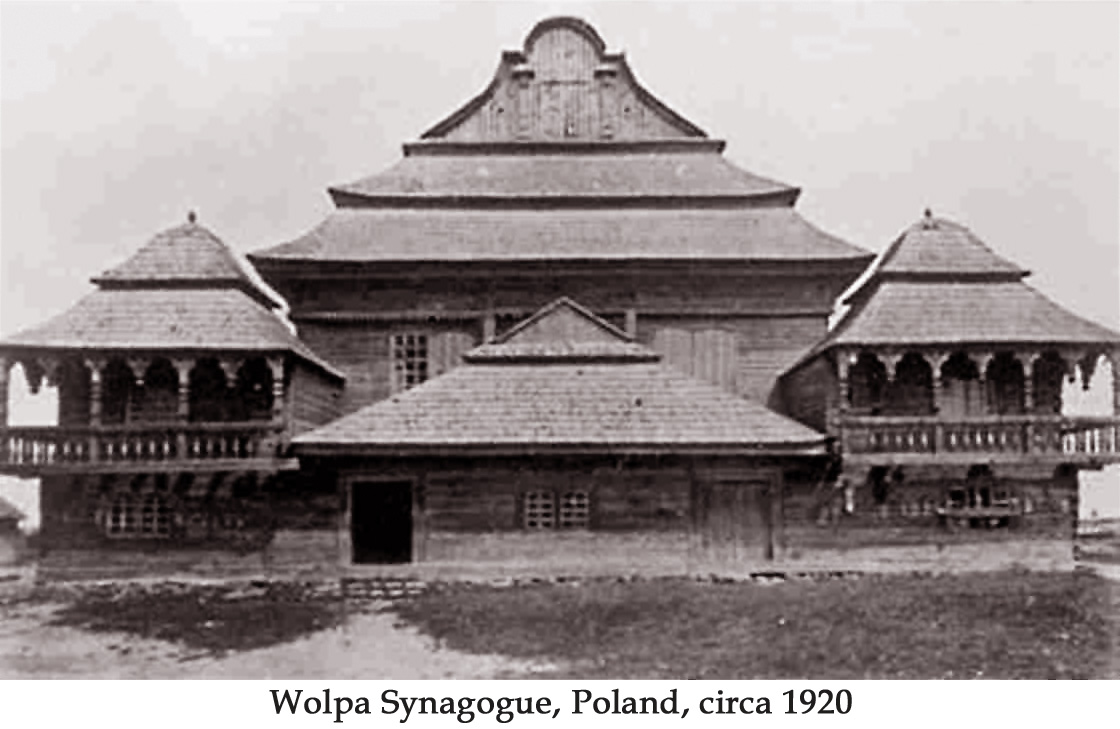
Sinagoga di Wolpa, Bielorussia (inizi XVIII sec.)

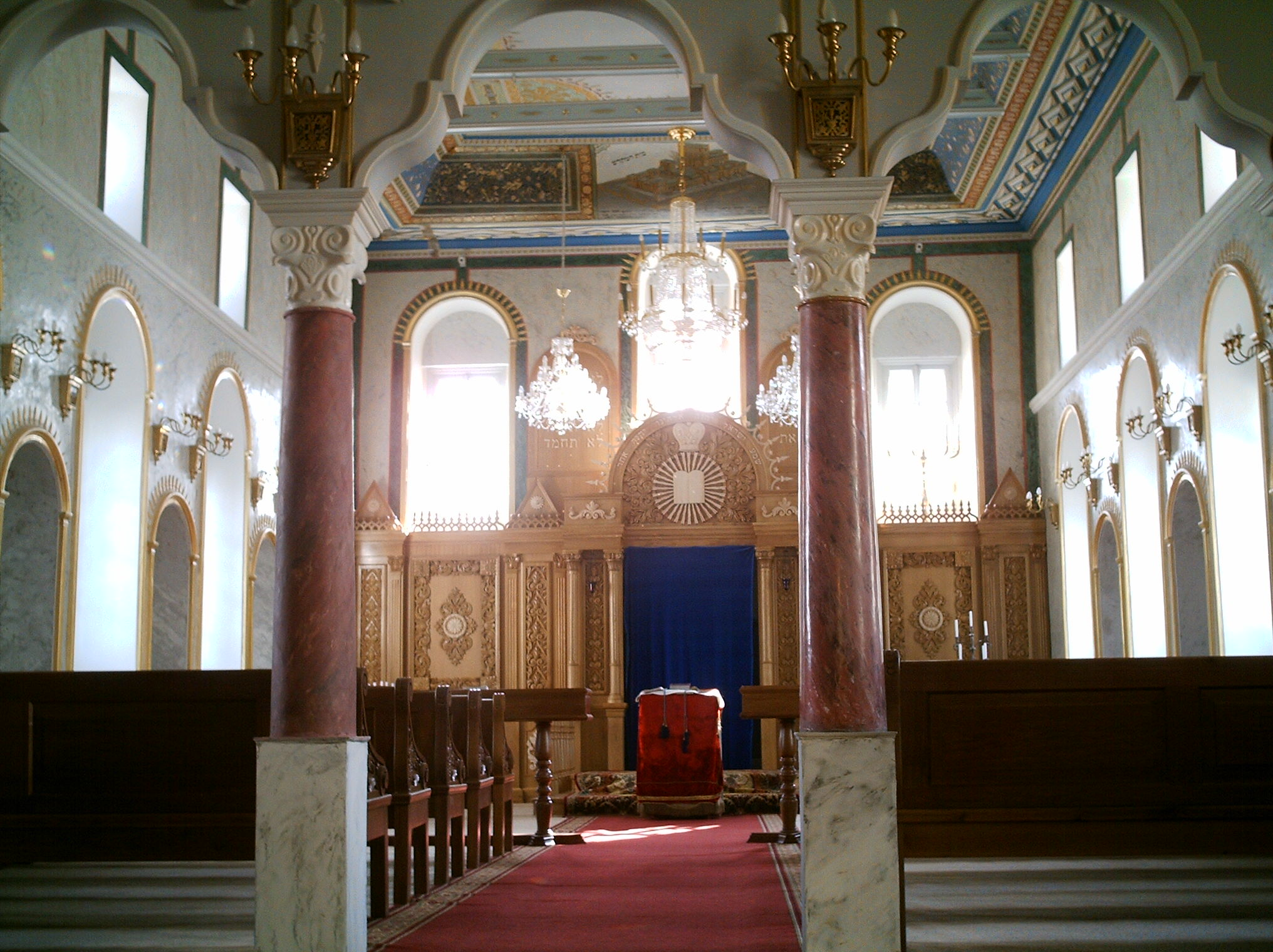
Sinagoga grande caraita di Eupatoria, Ucraina (1807)

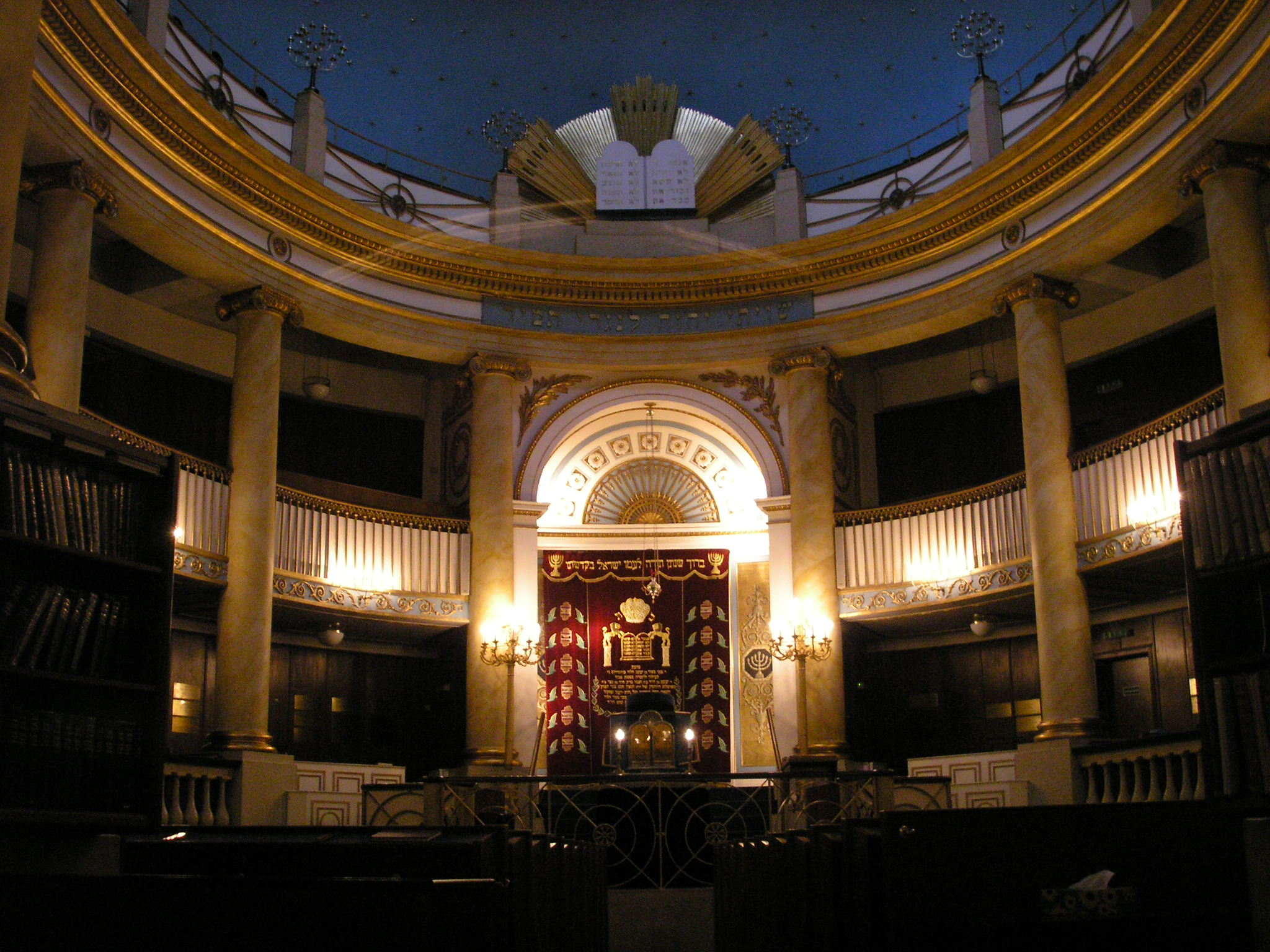
Stadttempel di Vienna, Austria (1826)

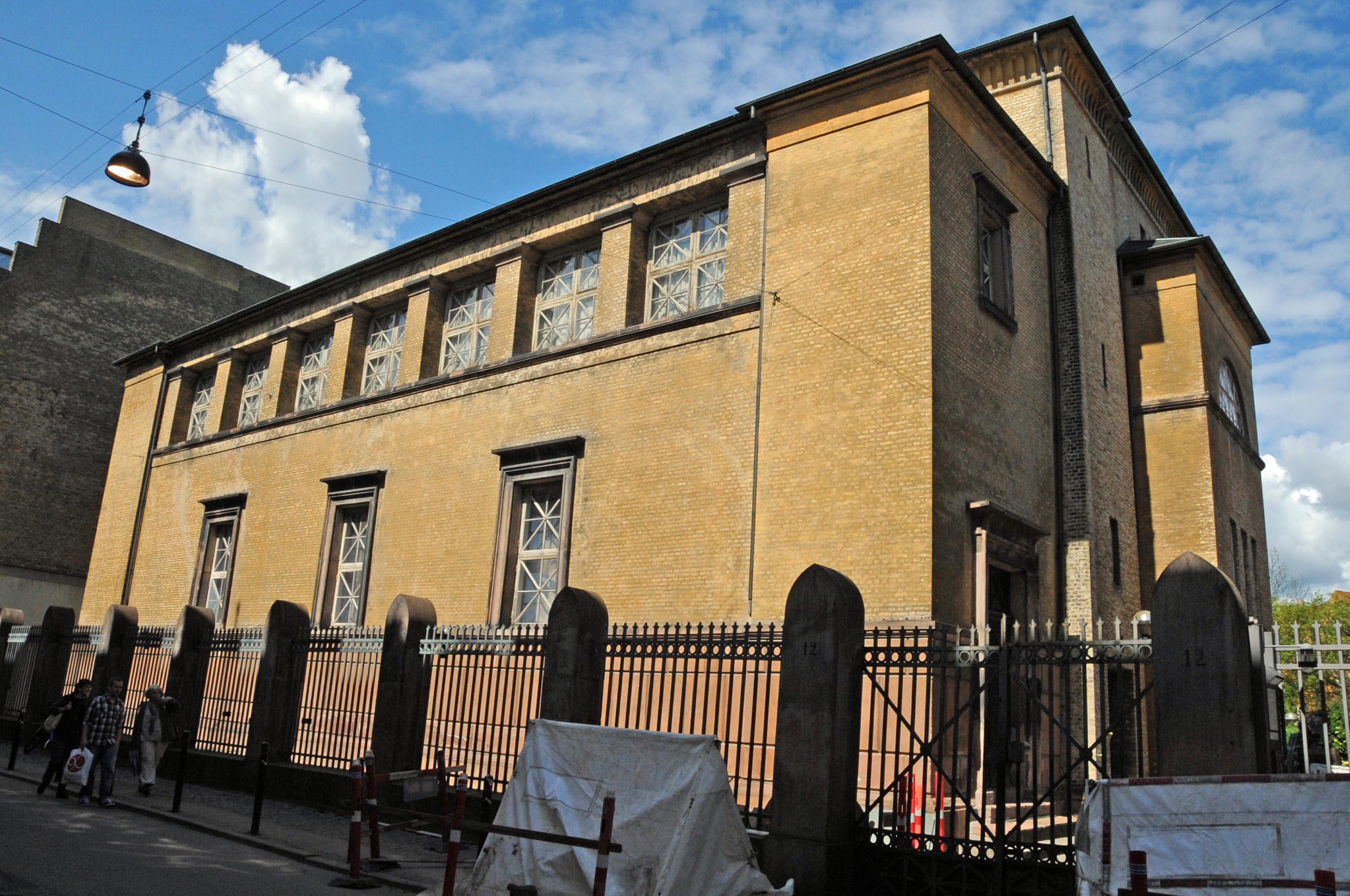
Sinagoga grande di Copenaghen, Danimarca (1833)

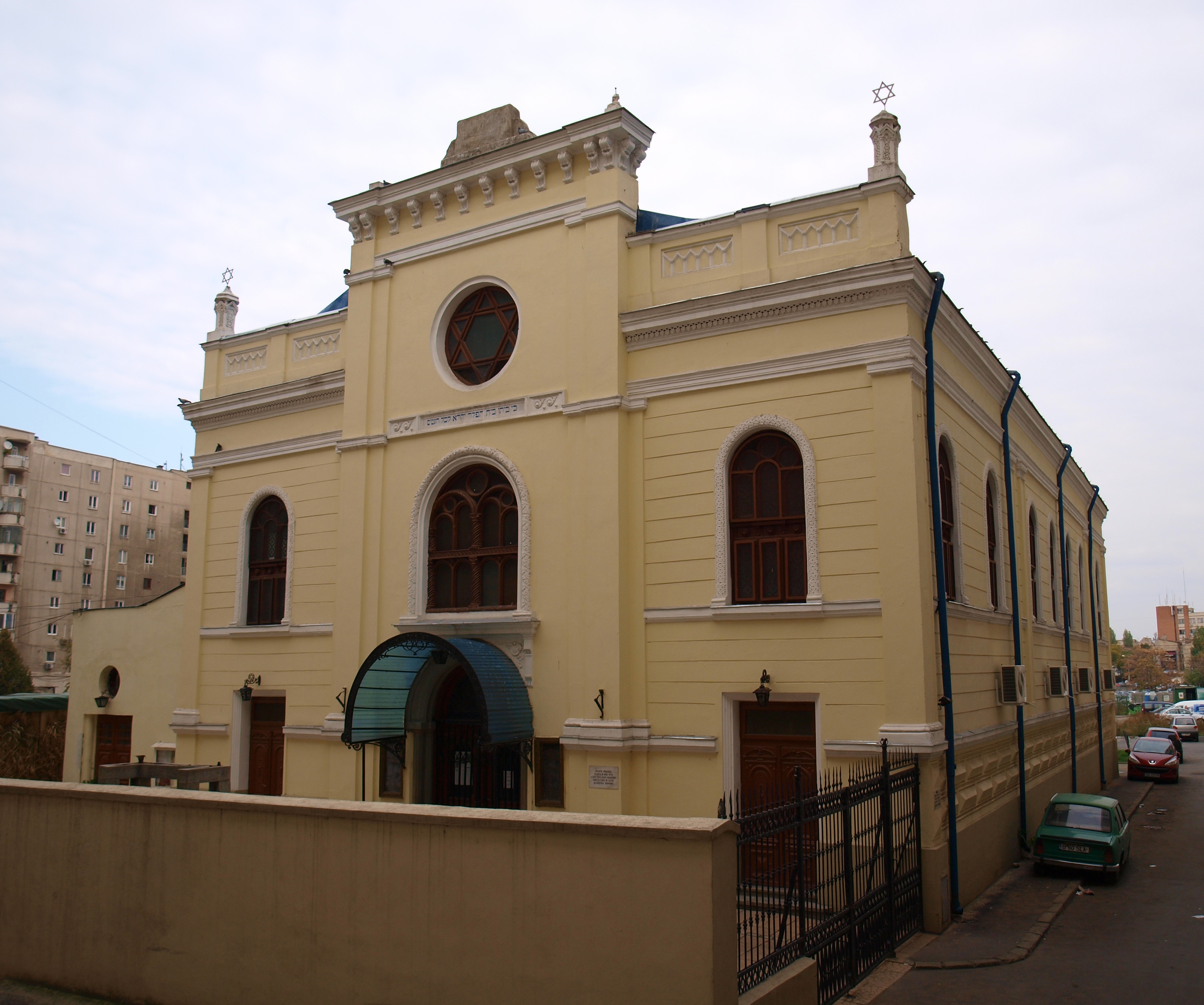
Sinagoga grande di Bucarest, Romania (1846)

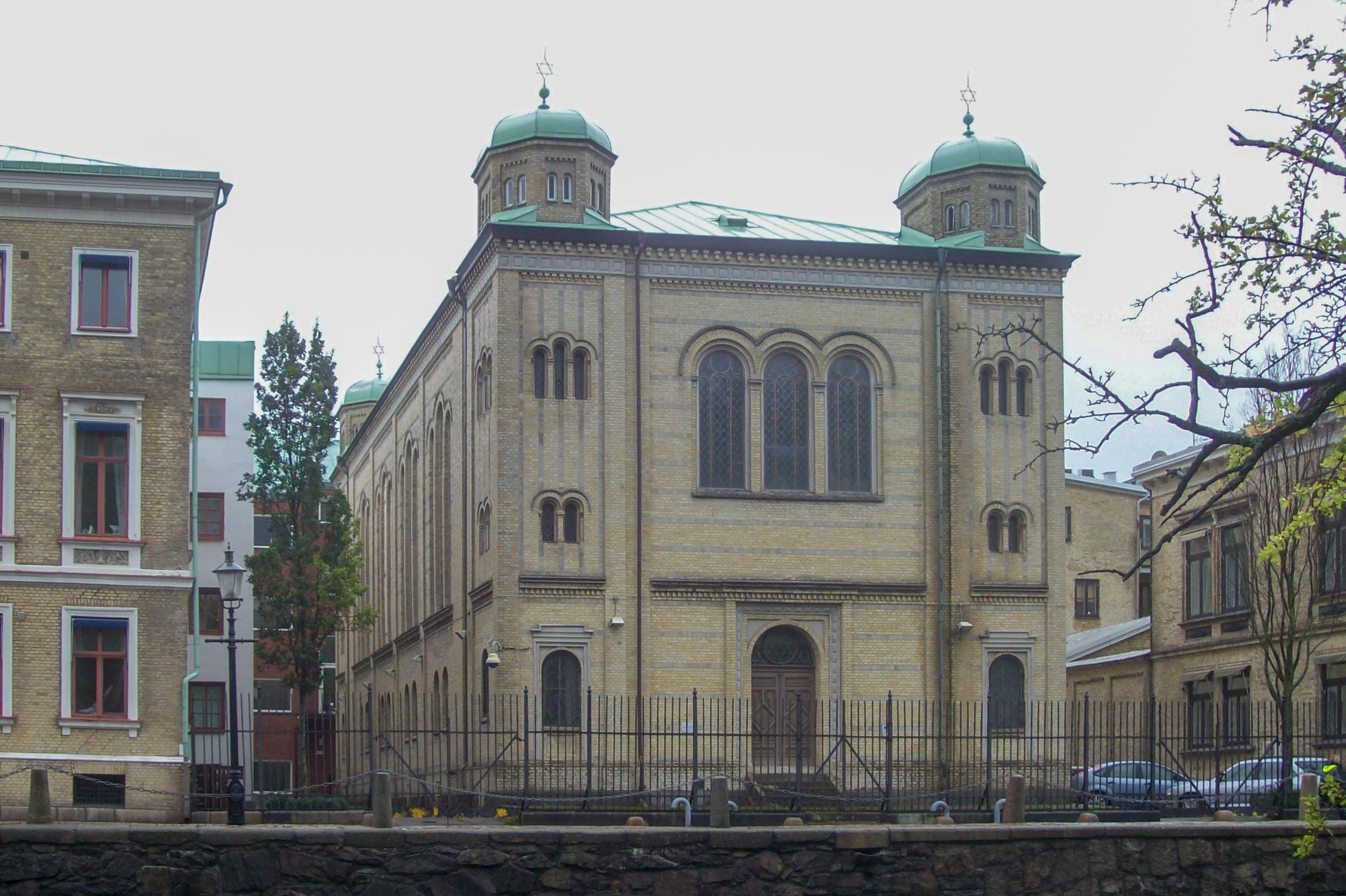
Sinagoga di Göteborg, Svezia (1855)

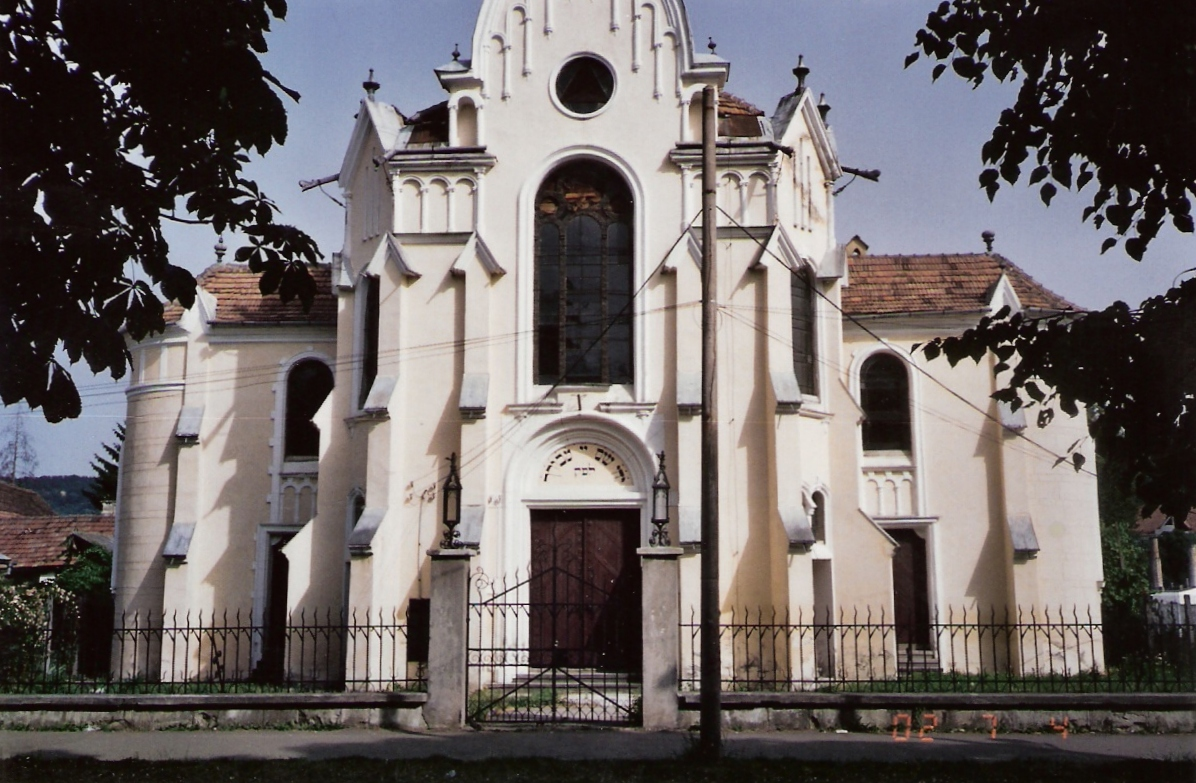
Sinagoga di Bistrița, Romania (1856)

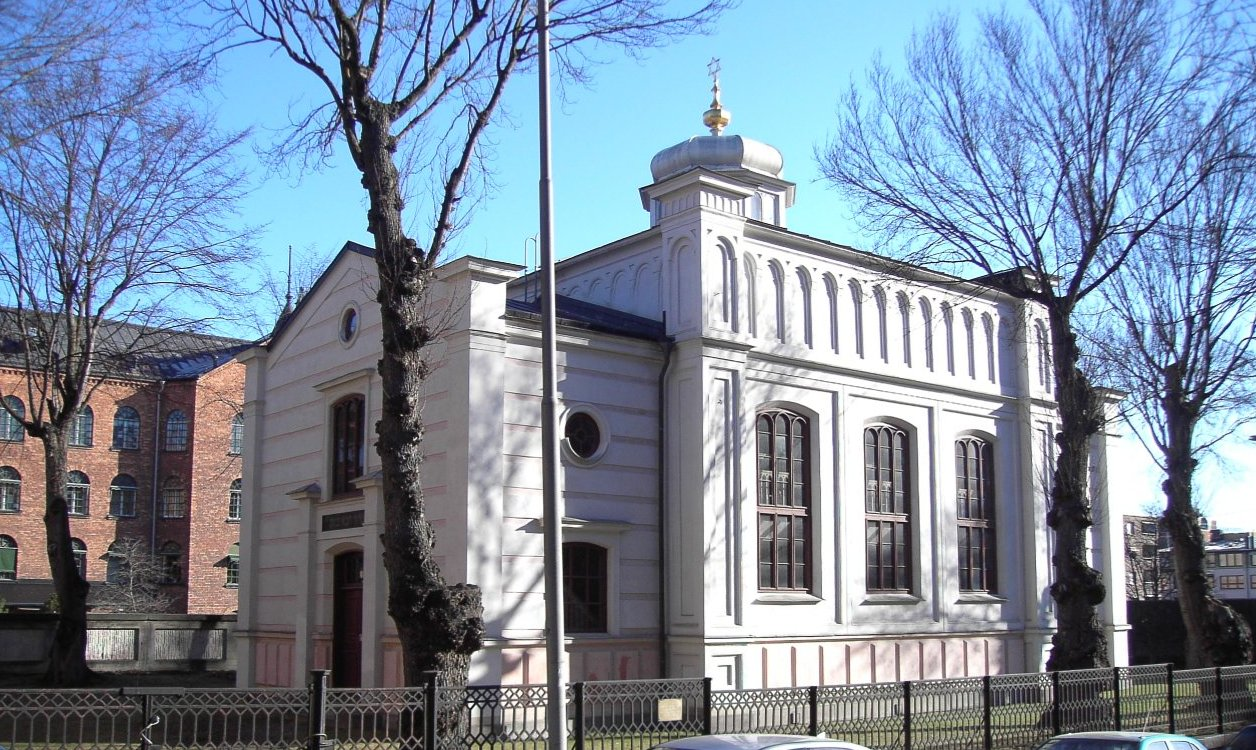
Sinagoga di Norrköping, Svezia (1858)

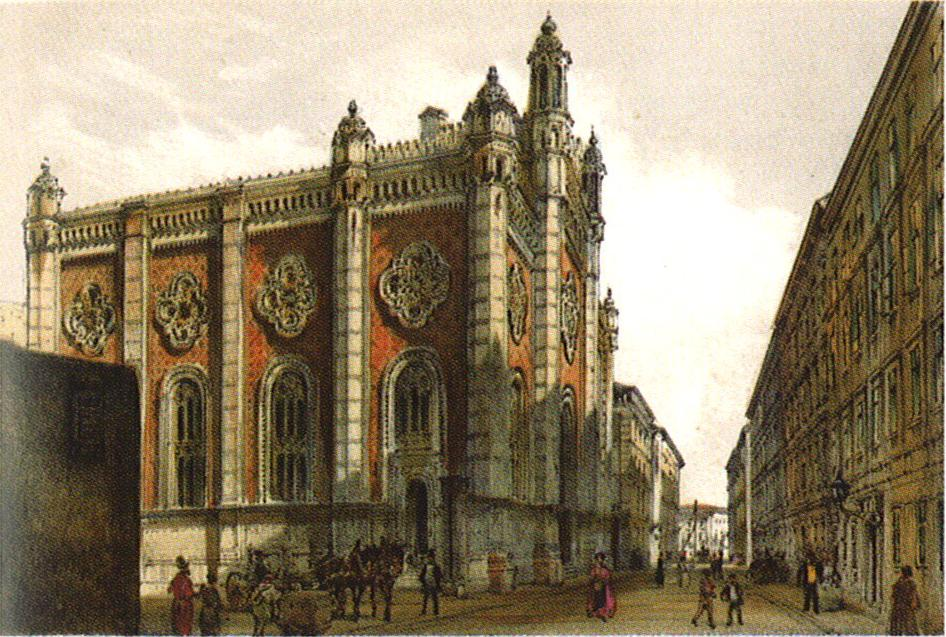
Leopoldstädter Tempel, Vienna (1858), oggi scomparsa

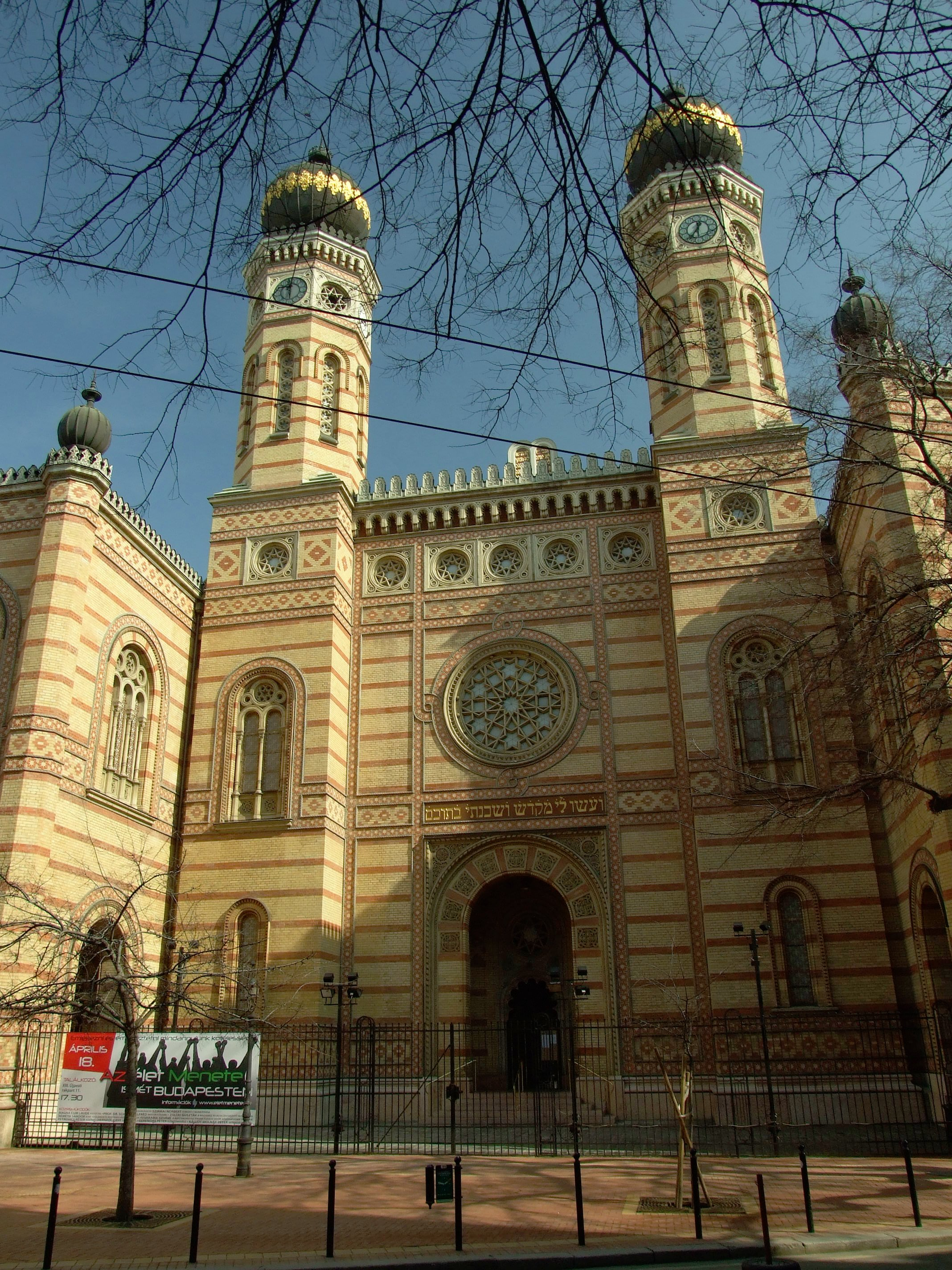
Sinagoga grande di Budapest, Ungheria (1859)

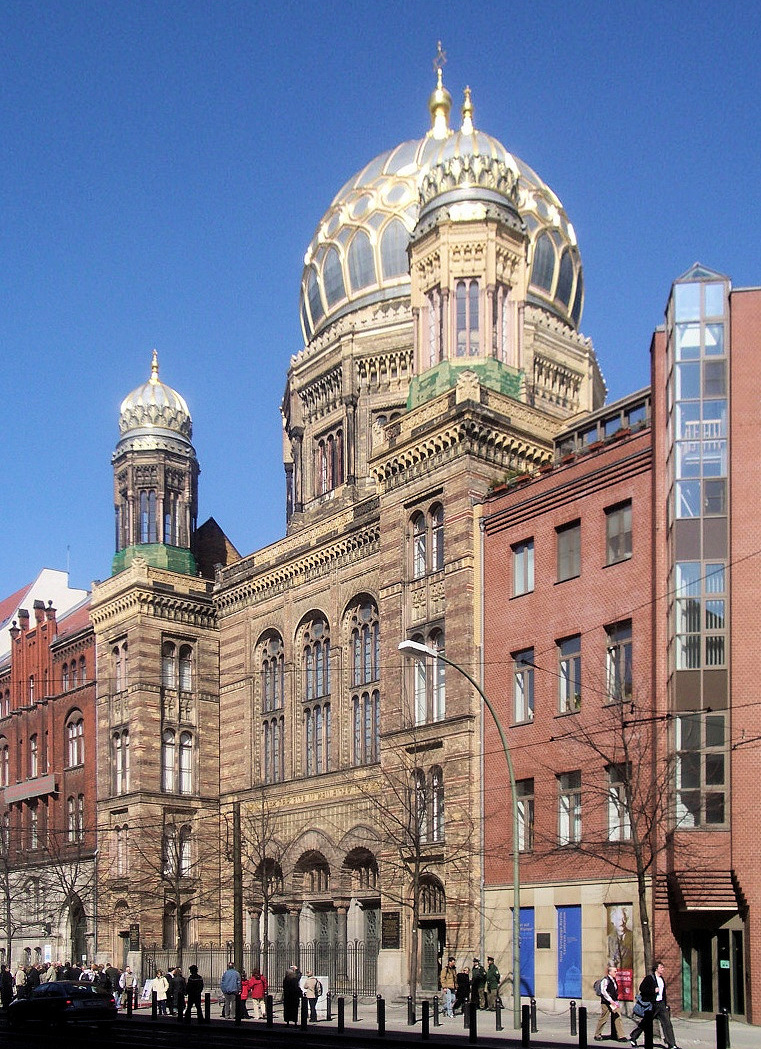
Sinagoga nuova di Berlino, Germania (1866)

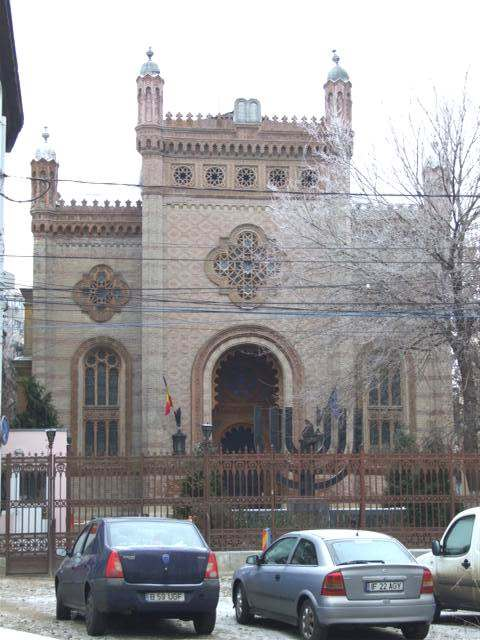
Tempio corale di Bucarest, Romania (1866)

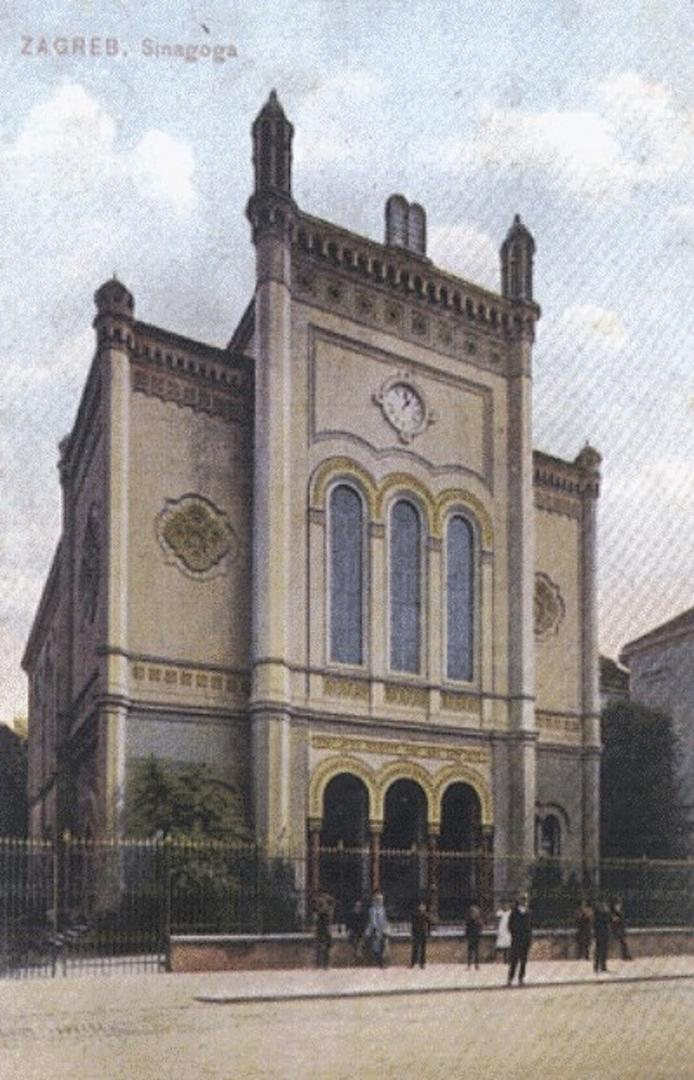
Sinagoga grande di Zagabria, Croazia (1867), oggi scomparsa

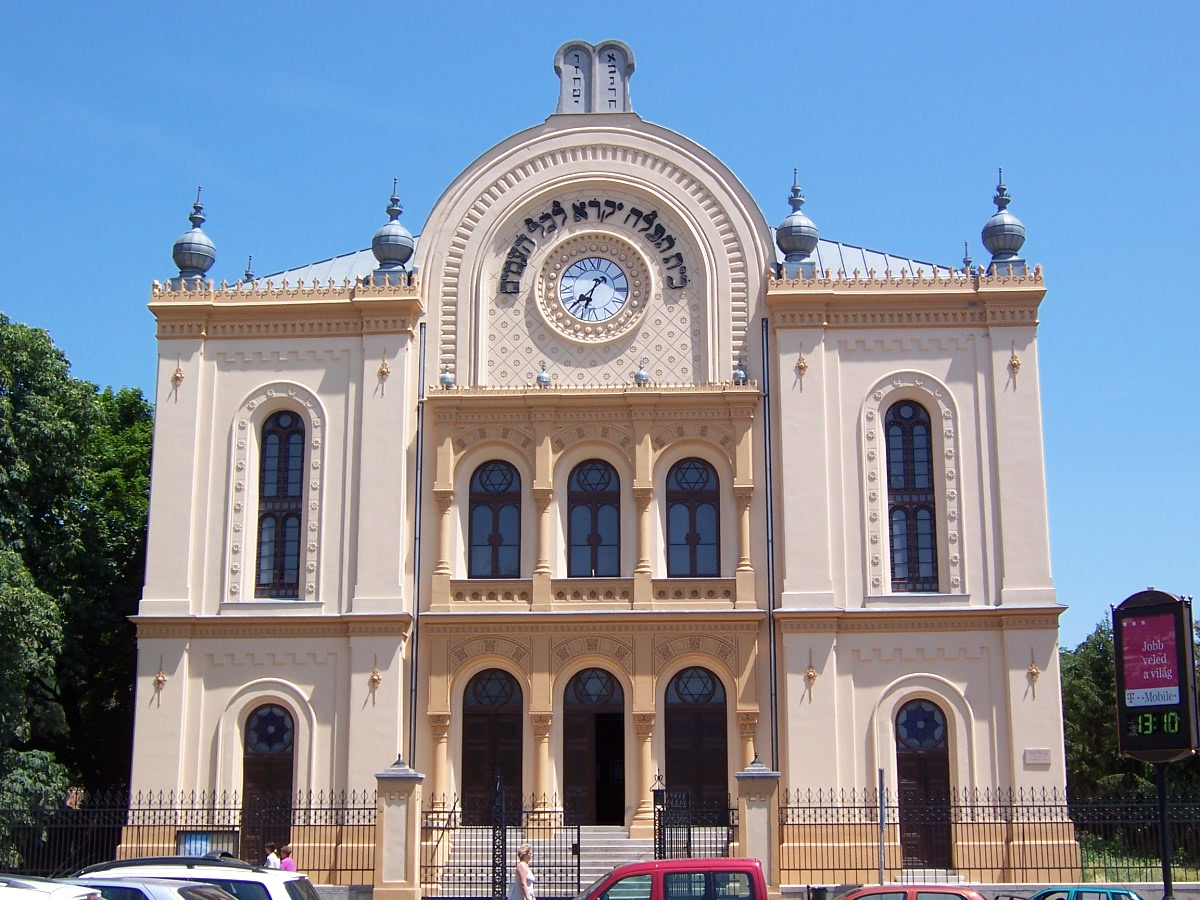
Sinagoga grande di Pécs, Ungheria (1869)

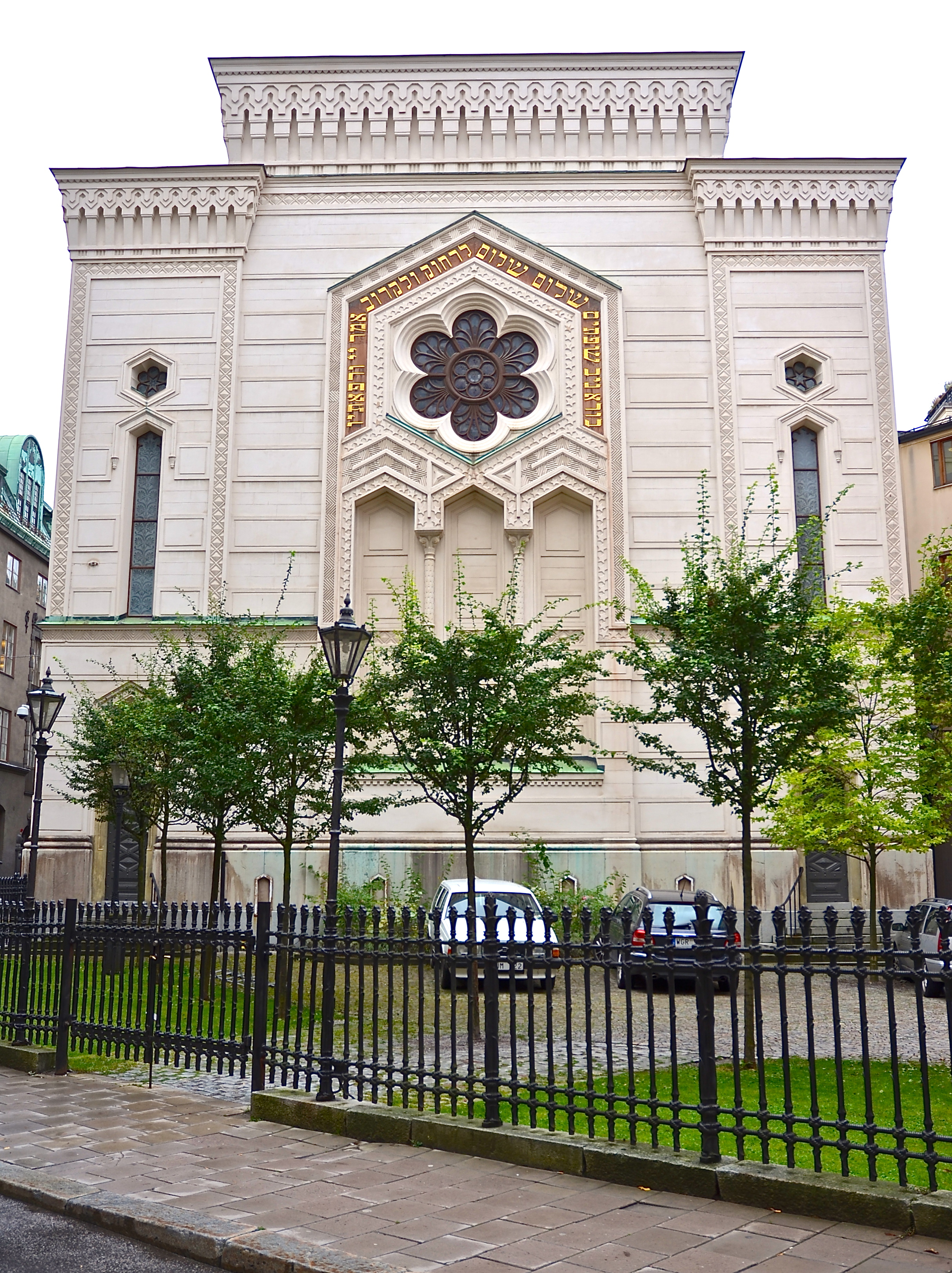
Sinagoga grande di Stoccolma, Svezia (1870)

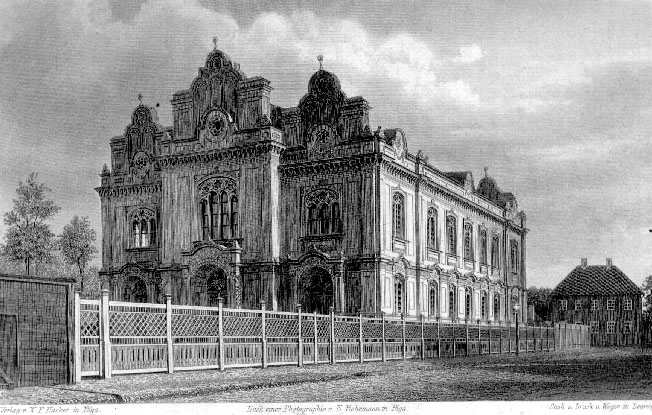
Sinagoga grande corale di Riga, Lettonia (1871), ora scomparsa

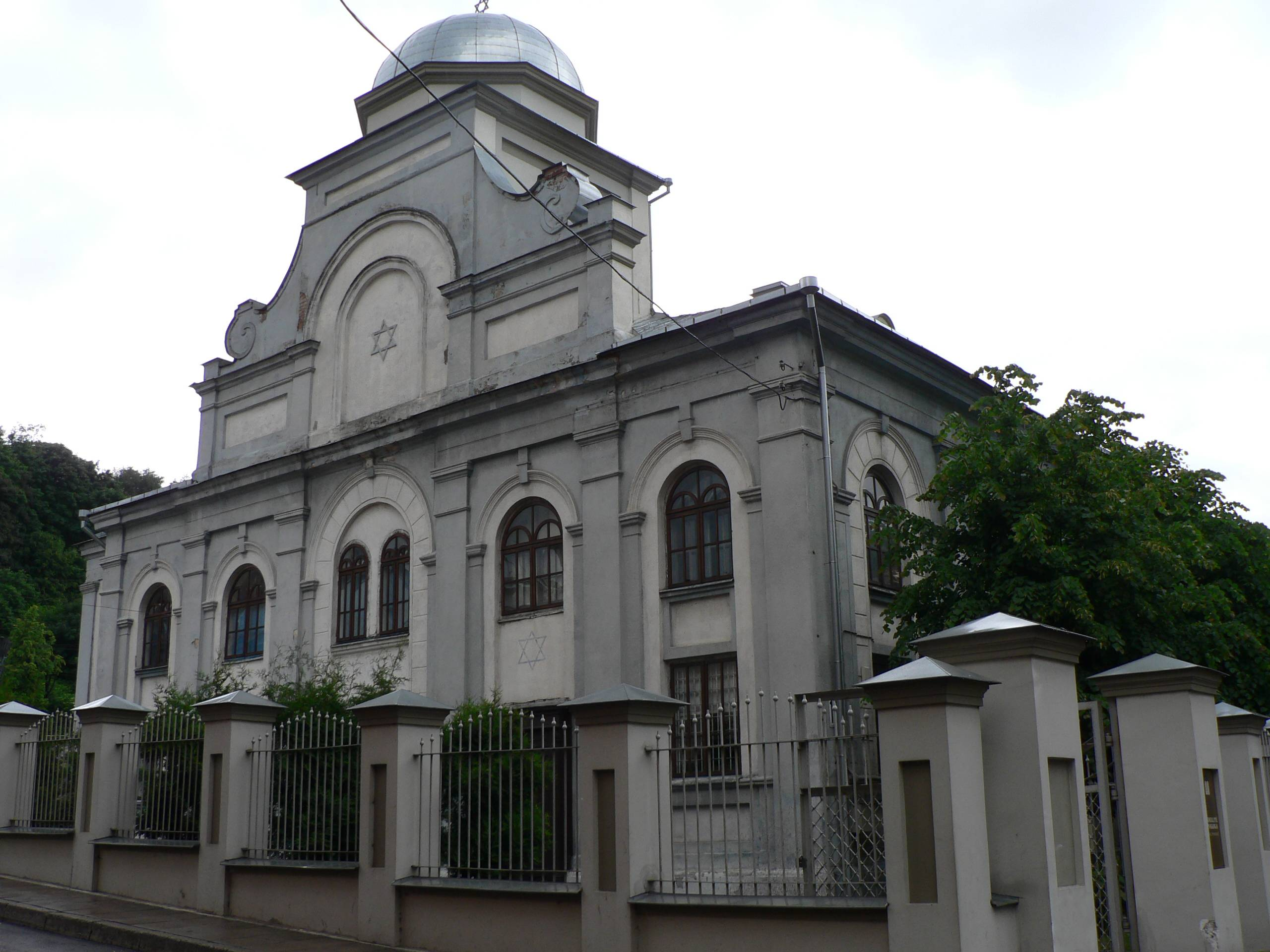
Sinagoga corale di Kaunas (1872)

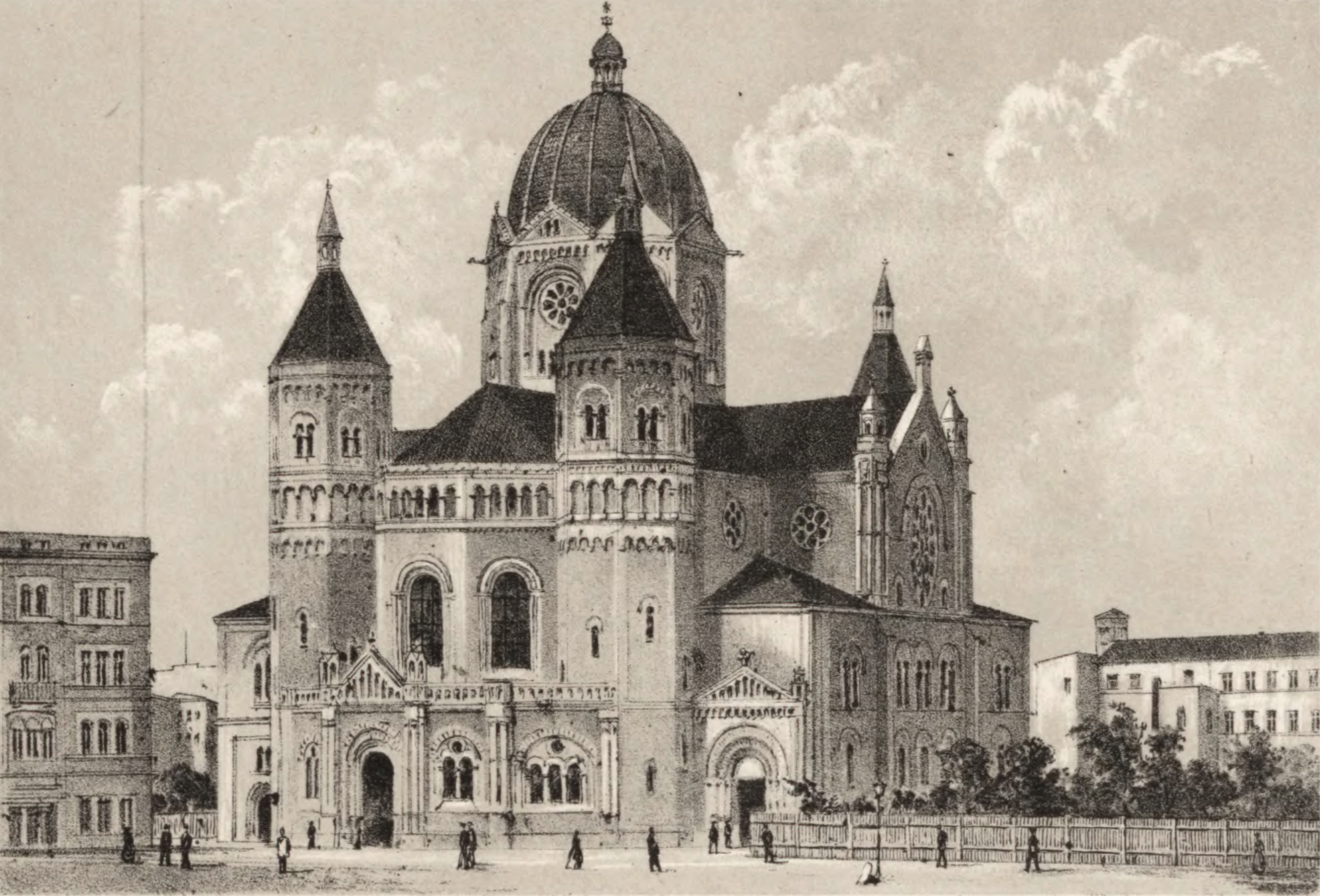
Sinagoga nuova di Breslavia (1872), oggi scomparsa

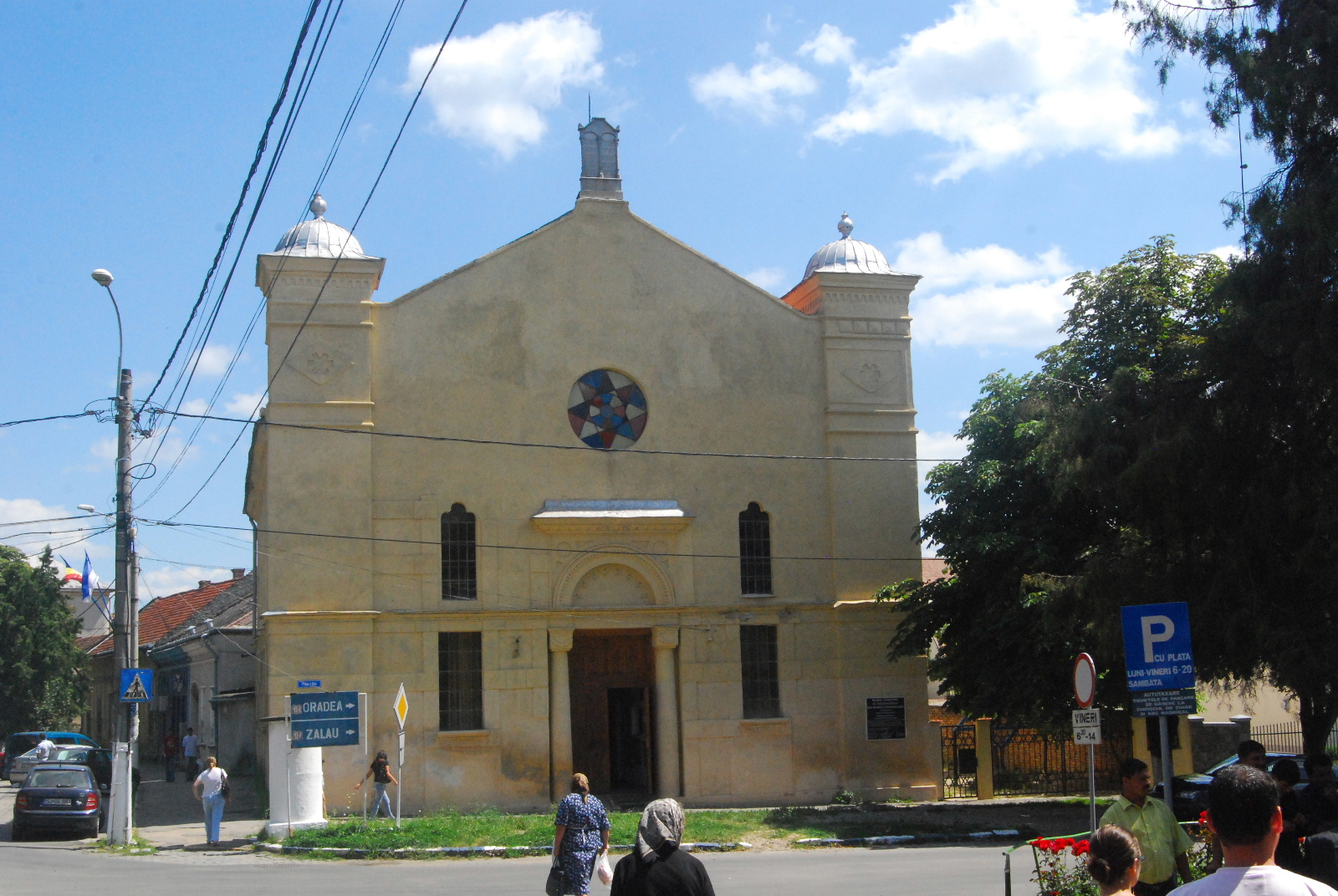
Sinagoga di Șimleu Silvaniei, Romania (1876)

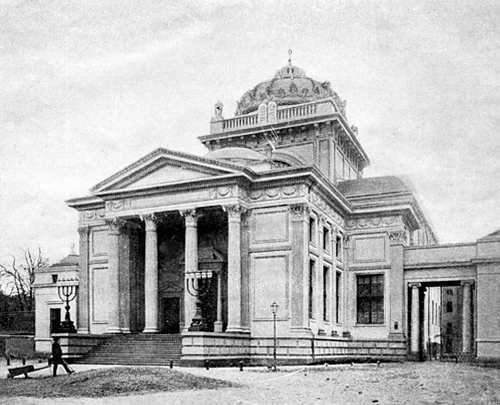
Sinagoga grande di Varsavia, Polonia (1878), oggi scomparsa

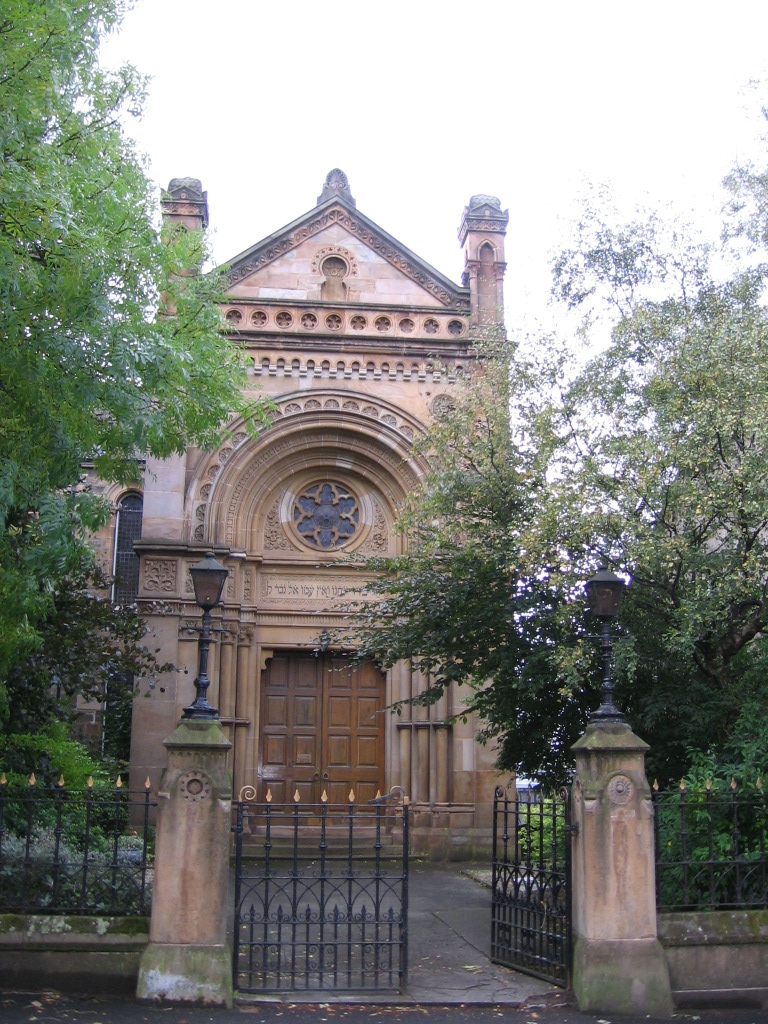
Sinagoga Garnethill di Glasgow, Scozia (1881)

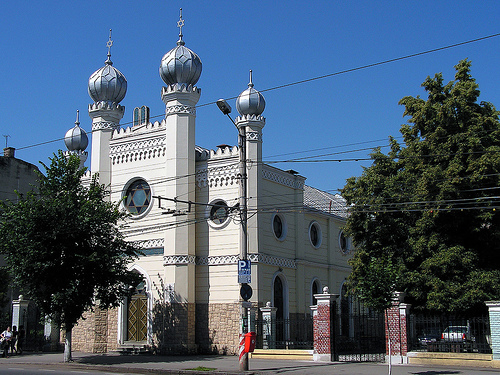
Sinagoga riformata di Cluj-Napoca, Romania (1887)

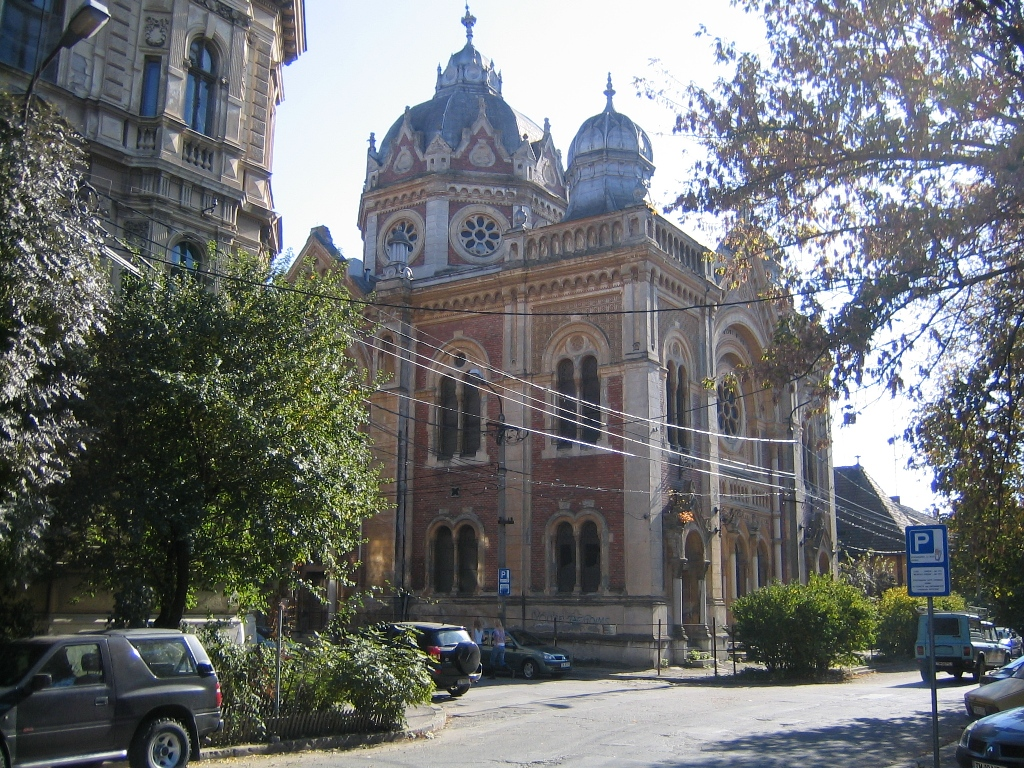
Sinagoga Fabric di Timișoara, Romania (1889)

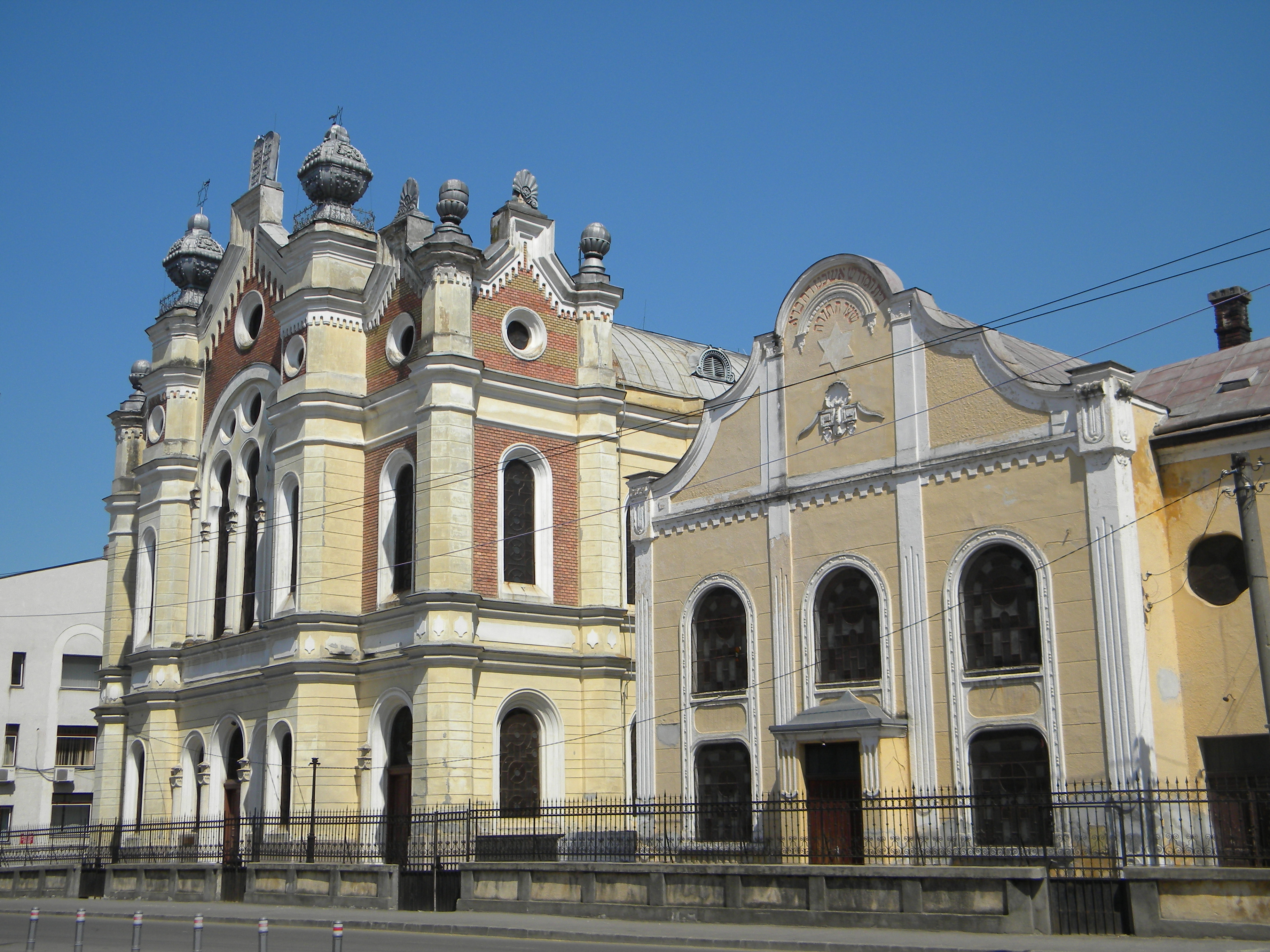
Tempio maggiore di Satu Mare, Romania (1892)

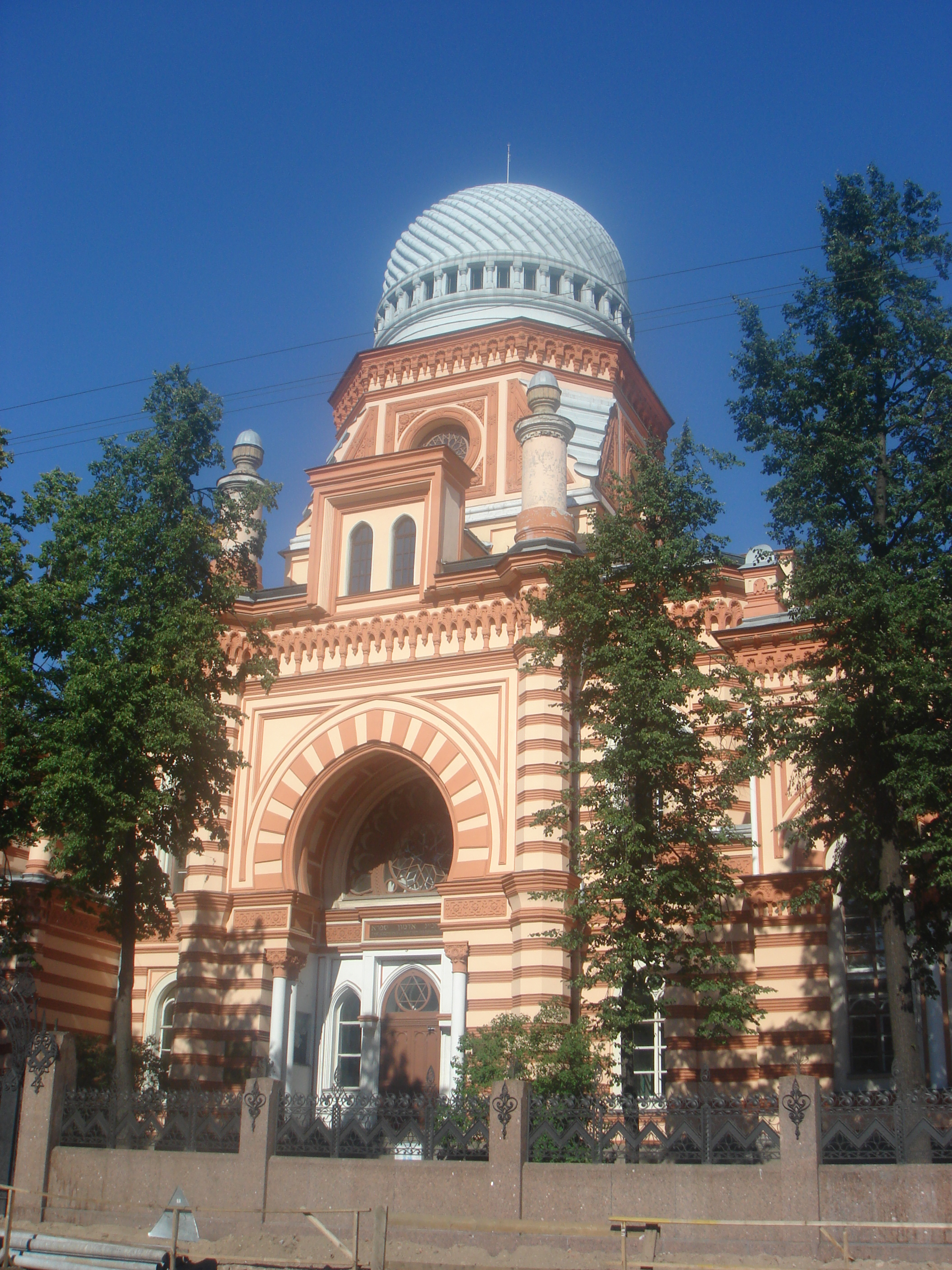
Sinagoga grande corale di San Pietroburgo, Russia (1893)

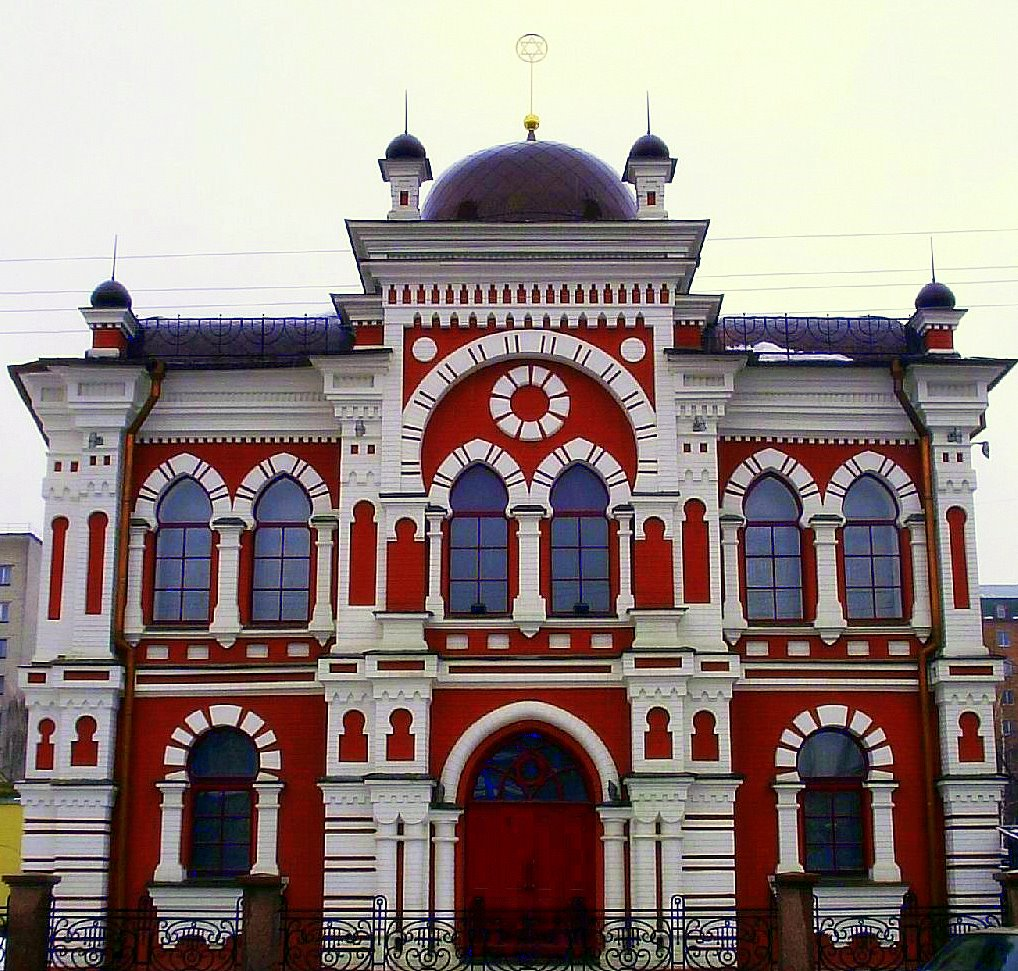
Sinagoga grande corale di Kiev, Ucraina (1895)

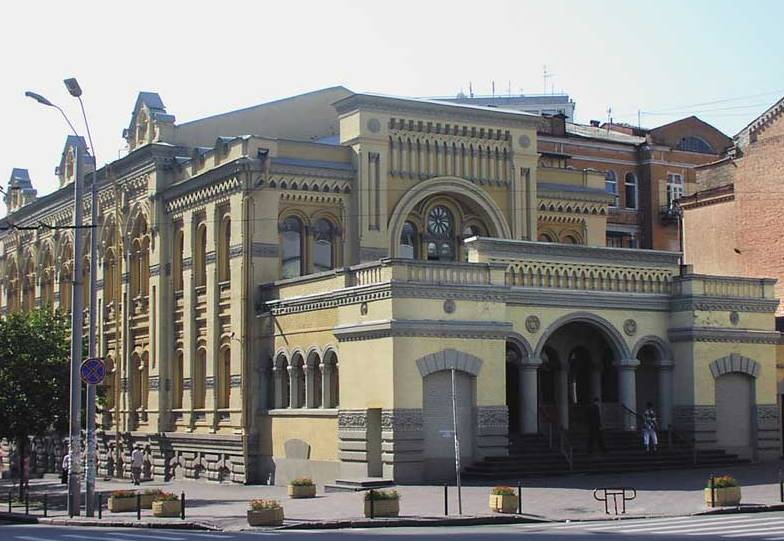
Sinagoga Brodsky di Kiev, Ucraina (1898)

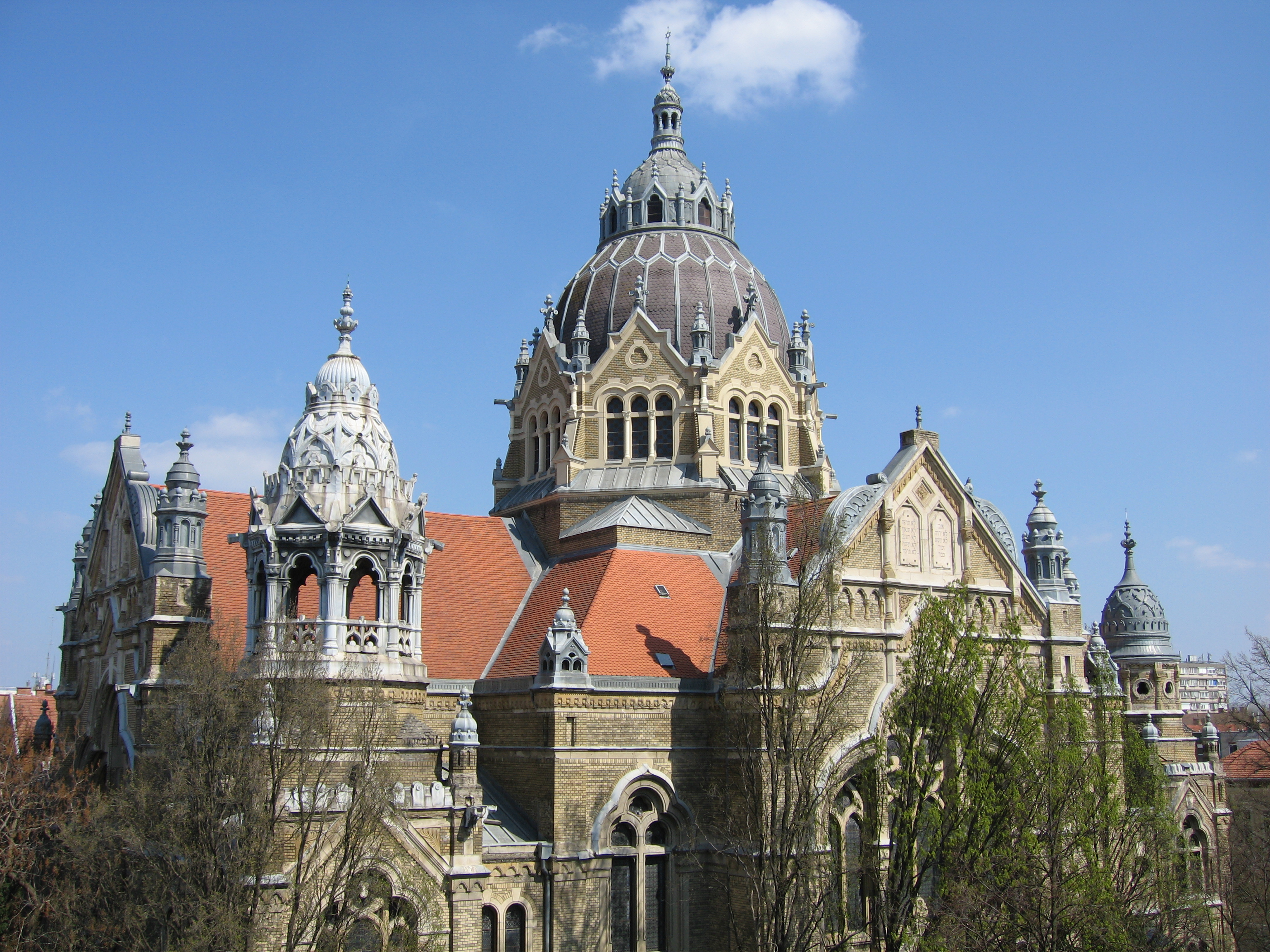
Sinagoga nuova di Seghedino, Ungheria (1902)

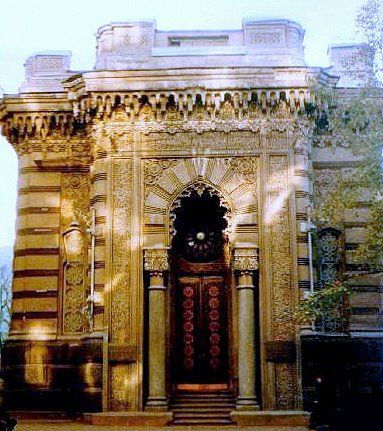
Sinagoga caraita di Kiev, Ucraina (1902)

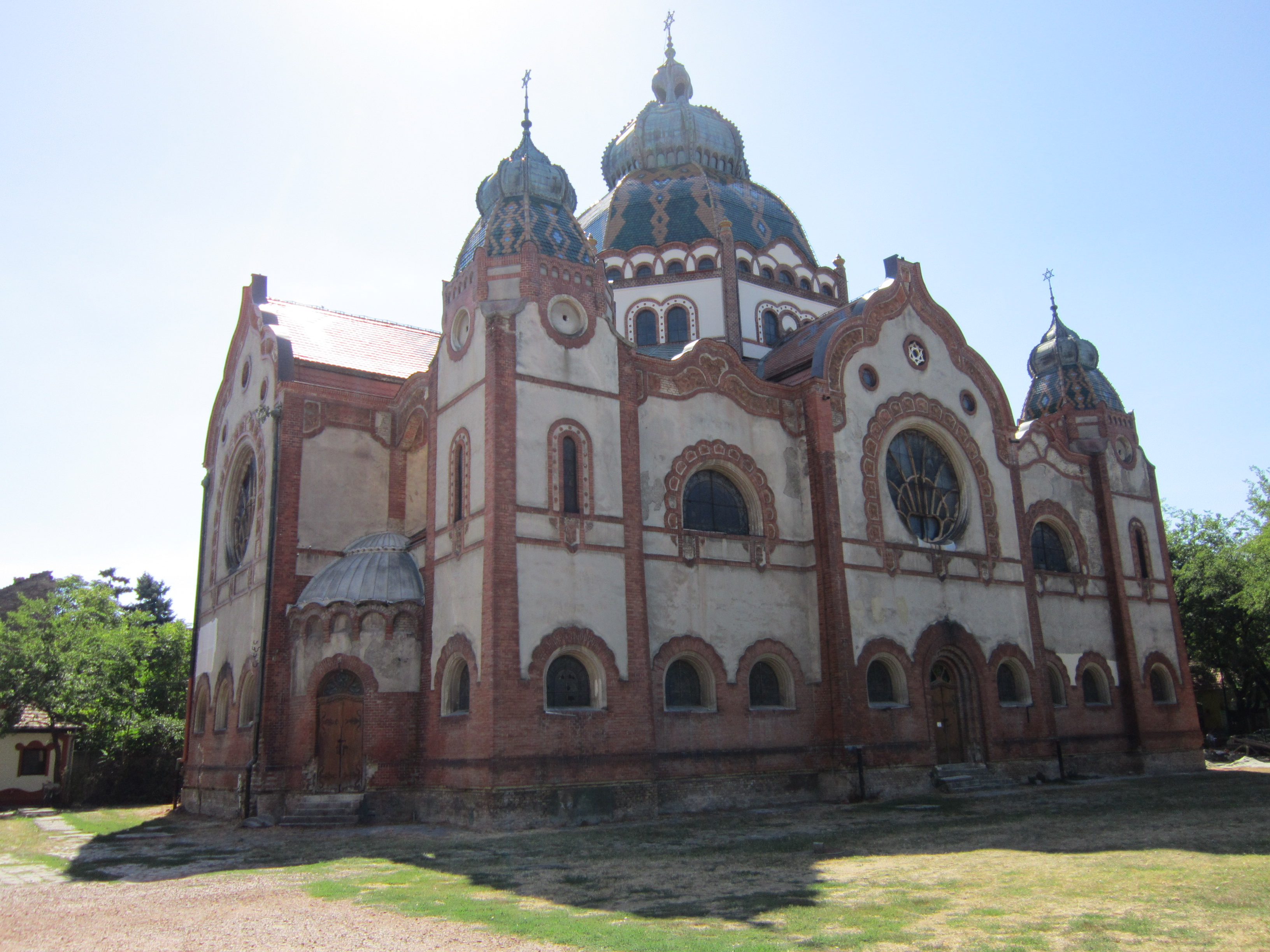
Sinagoga di Subotica, Serbia (1902)

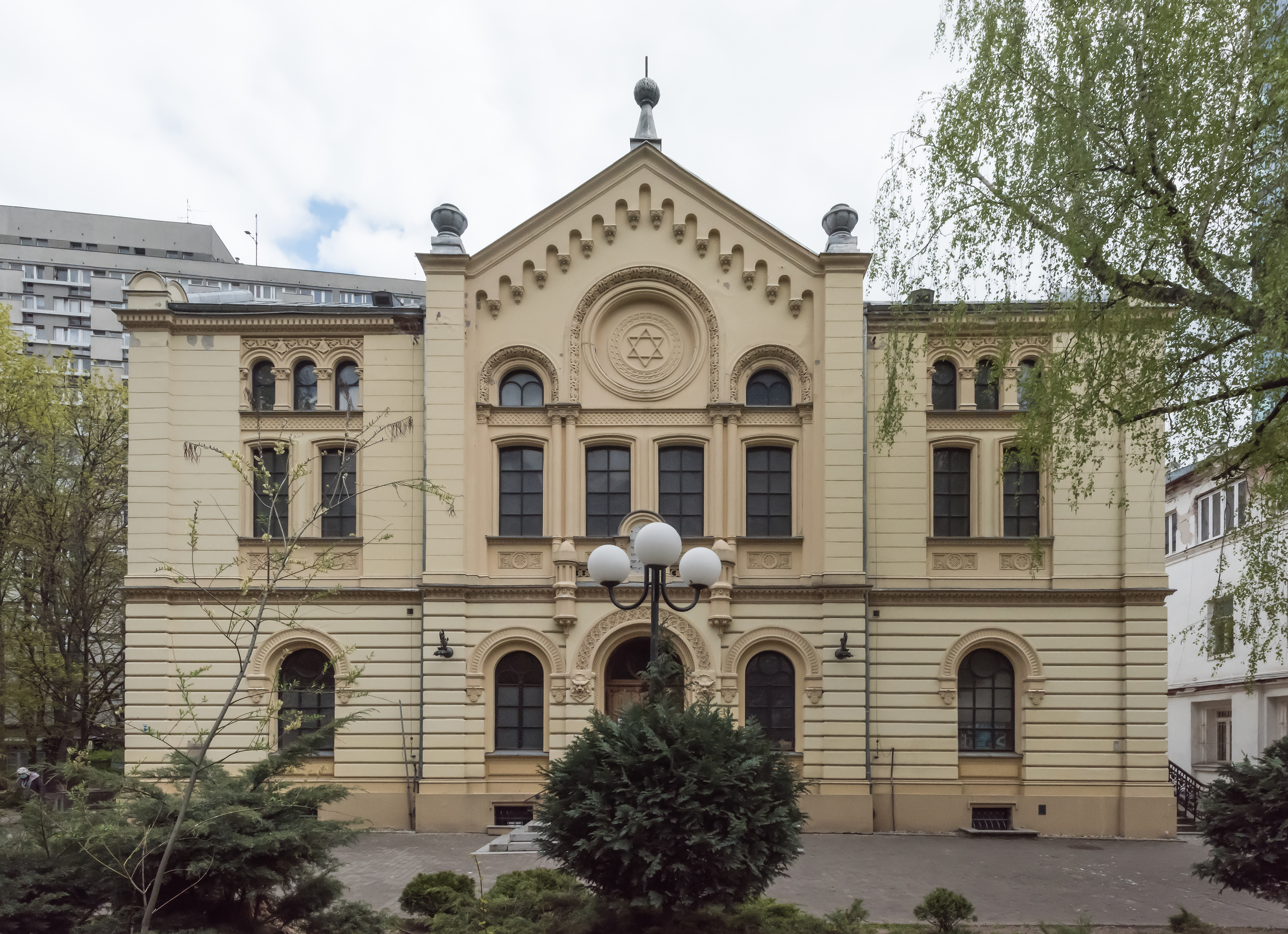
Sinagoga Nożyk di Varsavia, Polonia (1902)

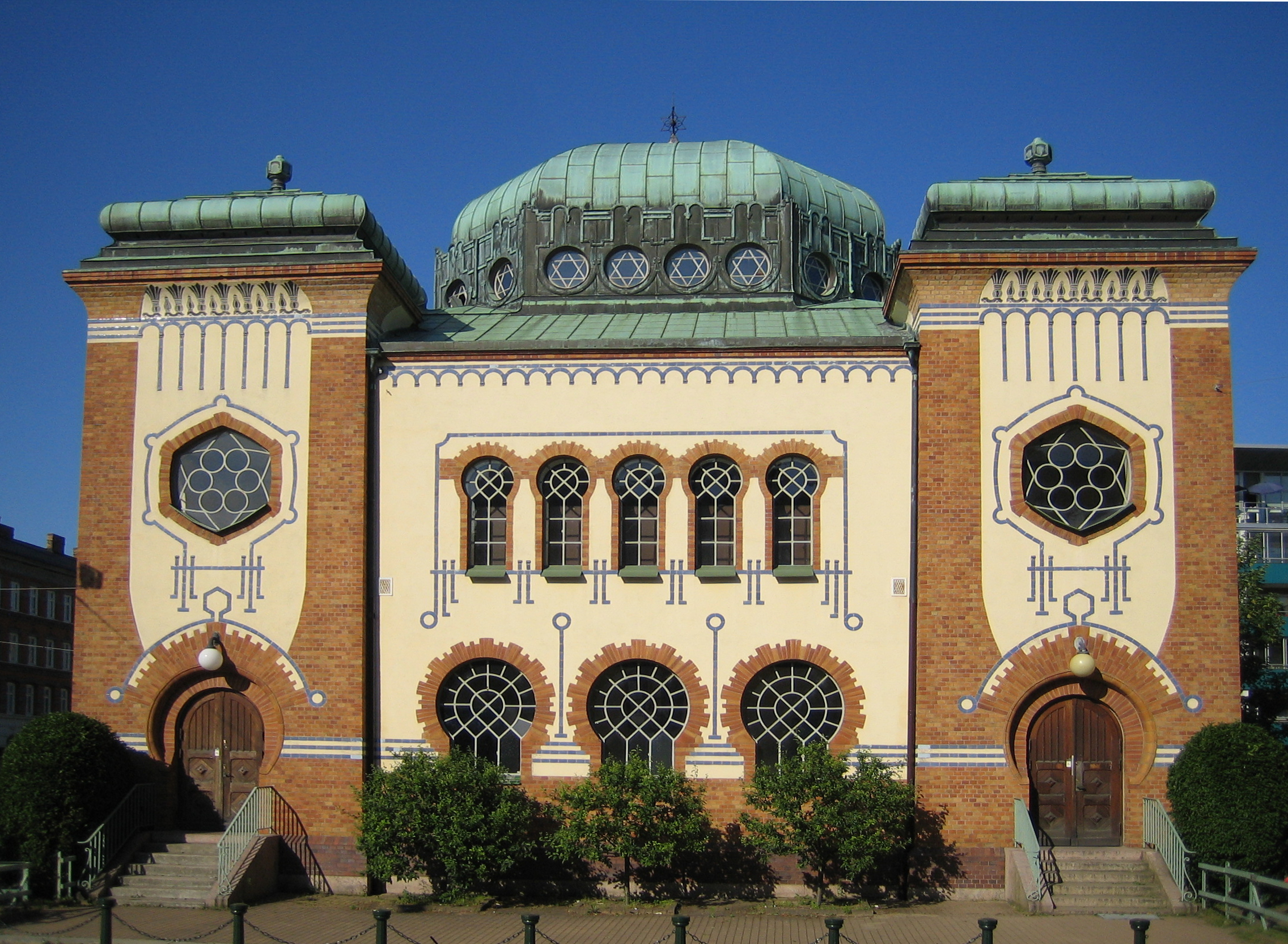
Sinagoga di Malmö, Svezia (1903)

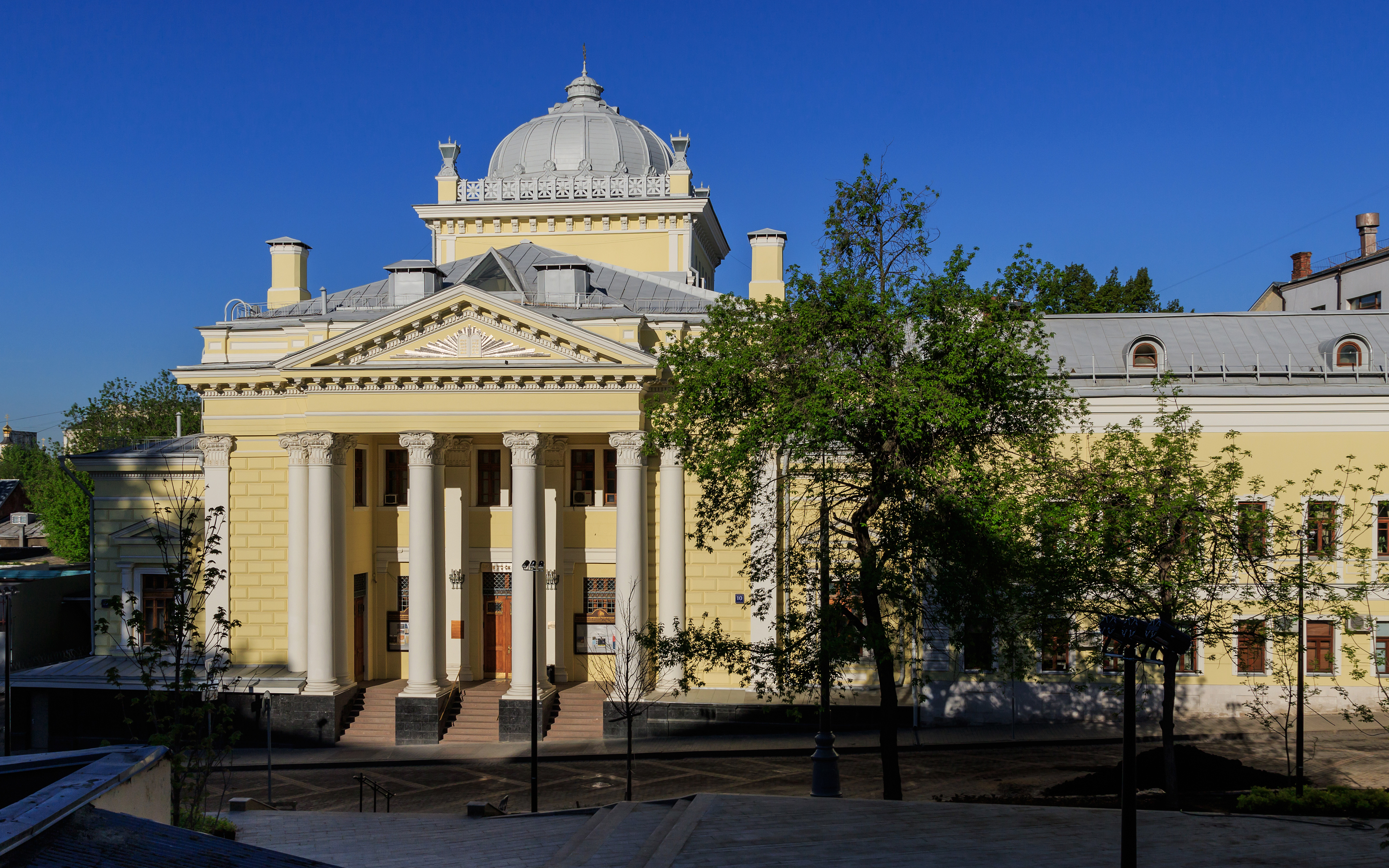
Sinagoga corale di Mosca, Russia (1906)

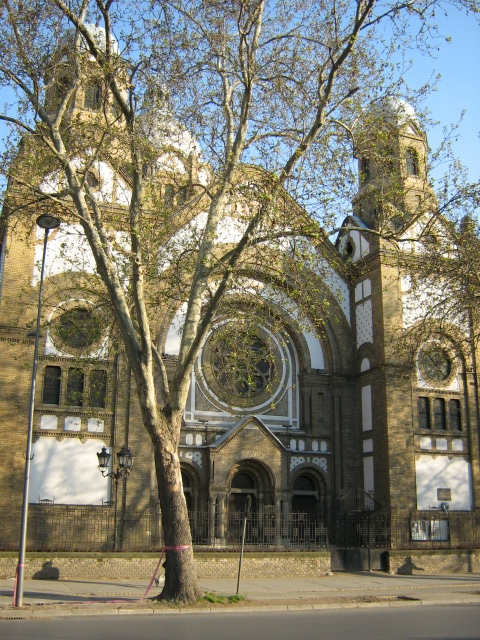
Sinagoga di Novi Sad, Serbia (1909)

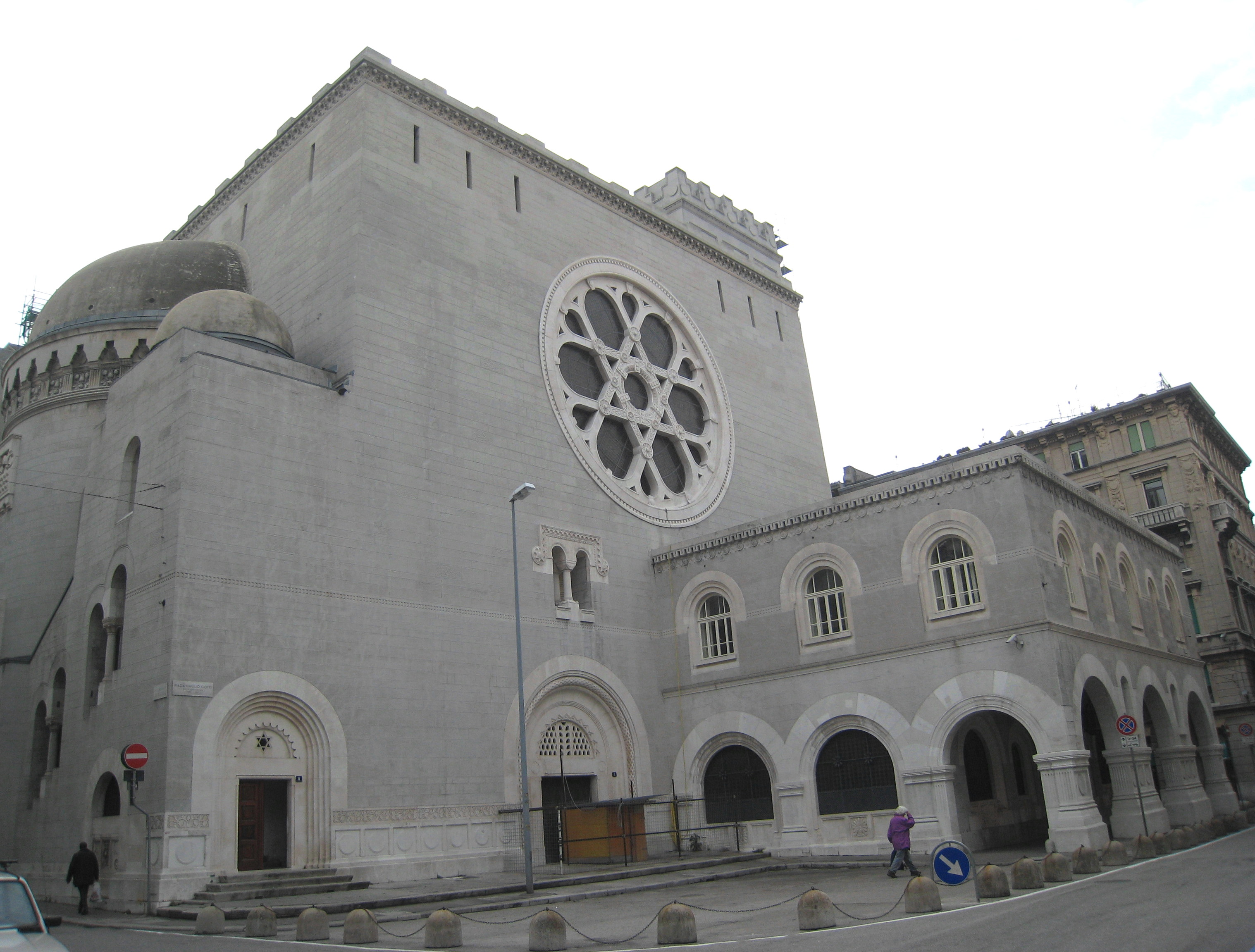
Sinagoga di Trieste,Italia (1912)

Esistono numerose sinagoghe in Europa a testimonianza di una presenza ebraica che risale all'epoca romana.

## Storia della sinagoga in Europa
Le prime sinagoghe in Europa risalgono all'epoca romana. Avevano carattere monumentale e servivano come luogo di culto e centro comunitario per le numerose e fiorenti comunità ebraiche presenti sotto l'Impero romano. L'esempio più notevole preservatosi è quello della sinagoga di Ostia Antica, uno degli esempi migliori di sinagoga ellenistico-romana in Europa.
Con l'affermarsi del cristianesimo come religione ufficiale dell'Impero romano, entrarono in vigore anche tutta una serie di leggi restrittive a regolare la presenza degli ebrei nei paesi cristiani, ma la religione ebraica rimase l'unica minoranza religiosa tollerata e sinagoghe continuarono ad essere costruite al servizio delle locali comunità. Restano in Europa pochi esempi ancora integri di sinagoghe medievali, tra cui la sinagoga di Praga. Nei paesi sotto il dominio spagnolo, gli edifici di alcune sinagoghe sono sopravvissuti solo perché trasformate in chiese in seguito ai decreti di espulsione nel XV secolo.
La situazione peggiorò a partire nel XVI secolo. Con l'istituzione dei ghetti, venne anche l'obbligo di locazione della sinagoghe all'interno del ghetto stesso ed il divieto assoluto di alcun segno distintivo all'esterno. Le antiche sinagoghe che vennero a trovarsi nei centri minori o al di fuori del perimetro dei ghetti dovettero essere abbandonate. Nelle sinagoghe di ghetto nulla doveva tradire la loro presenza dall'esterno; per contrasto, gli interni erano riccamente decorati secondo gli stili architettonici in voga all'epoca (barocco, rococò, e infine neoclassico). Nell'area degli antichi ghetti rimangono alcune delle più belle e antiche sinagoghe d'Europa (Venezia, Vienna, ecc.).
Nel clima di libertà seguente all'emancipazione degli ebrei d'Europa, fu nuovamente possibile la costruzione di grandi edifici monumentali. Talora antiche sinagoghe di ghetto si dotarono di facciate e ingressi monumentali, più spesso furono costruite ex novo nei nuovi quartieri di residenza degli ebrei. Tra fine Ottocento e primo Novecento comincia ad manifestarsi il problema dell'abbandono di molte sinagoghe dovuto alla spopolamento dei centri minori e alla urbanizzazione degli ebrei. Per contrasto nelle principali città europee sorgono grandiose sinagoghe capaci di ospitare migliaia di fedeli (Vienna, Berlino, Parigi, Varsavia, San Pietroburgo, ecc.). Dal punto di vista architettonico, il problema non è solo di creare edifici funzionali alle nuove esigenze, ma una nuova "forma" che non solo identifichi la sinagoga come edificio religioso ma non sfiguri al confronto con l'architettura cristiana pur distinguendosene. Si spiega così il successo di architetture "esotiche" (neoegizie, e quindi più comunemente neomoresche con elementi neobizantini e Art Nouveau). Non è solo una concessione alla moda dell'orientalismo ma una scelta di uno stile "altro" rispetto a quello comunemente usato nelle chiese cristiane, di cui peraltro si riprende la struttura architettonica complessiva. L'effetto di "estraniamento" e sorpresa generato da uno stile inusuale ed esotico crea immediatamente la percezione di un'identità distinta mentre la familiarità dello schema basilicale produce sensazioni di rispettabiltà, eguaglianza e pari dignità rispetto al modello cristiano.
Le persecuzioni razziali naziste e l'Olocausto hanno avuto un tragico impatto non solo sulla popolazione ebraica (con lo sterminio di circa sei milioni di persone) ma anche sul patrimonio culturale ebraico in Europa. La maggior parte delle più belle sinagoghe della Germania e dell'Austria furono completamente distrutte già nella notte del 9-10 novembre 1938 (la cosiddetta notte dei cristalli) e simile destino fu deliberatamente riservato alla maggior parte delle sinagoghe nei paesi occupati dai nazisti durante la seconda guerra mondiale, specialmente in Polonia, Bielorussia, nei Paesi Baltici e nei Balcani. A ciò si devono aggiungere i danni di guerra e i saccheggi di cui soffrirono (sia pure in misura diversa) quasi tutti gli edifici sinagogali d'Europa.
Nell'immediato dopoguerra il declino demografico della popolazione ebraica europea causato dall'Olocausto, sommato all'indifferenza delle autorità civili (se non all'aperta ostilità dei governi comunisti) per la preservazione del patrimonio culturale ebraico ha portato all'abbandono (e finanche alla scomparsa) di molti edifici sinagogali che pure erano sopravvissuti alle distruzioni belliche.
È solo con gli anni Novanta che si ha un deciso cambiamento di rotta nelle politiche europee circa la tutela e preservazione degli edifici sinagogali. Sembra essersi interrotta la pratica dello smantellamento degli edifici abbandonati (che ha portato al trasferimento in Israele o negli Stati Uniti degli arredi e decorazioni di intere sinagoghe). Con una maggiore sensibilità da parte delle autorità, prevale oggi la tendenza al restauro ed uso per fini comunitari o culturali e turistici delle sinagoghe esistenti. Una significa presenza ebraica si è andata ricostituendo in alcuni dei maggiori centri europei, dove per la prima volta si assiste alla progettazione e costruzione di nuovi edifici sinagogali, specie in Germania.

## Tipologie delle sinagoghe d'Europa

### Sinagoghe attive, o comunque integre
Decimata dall'Olocausto la presenza ebraica in Europa è virtualmente scomparsa in alcune aree (Polonia, Bielorussia, Romania, Croazia, ecc.) ma si è mantenuta o lentamente ricostituita in altre. La popolazione ebraica è oggi rilevante specialmente in Francia, nel Regno Unito, Russia, Germania, Ungheria, Belgio, e Italia, ma con minoranze significative in tutti i paesi europei. A ciò corrisponde una fitta rete di sinagoghe intese a soddisfare le esigenze religiose e culturali delle comunità esistenti. Nella maggior parte dei casi ad essere usati sono edifici storici, in altri casi nuove sinagoghe sono state costruite in luogo di quelle distrutte. Nei paesi ex-comunisti molti antichi edifici sinagogali sono stati restituiti alla proprietà delle comunità ebraiche locali, restaurati e riaperti al culto, La comunità ebraica mantiene attive anche molte sinagoghe in centri minori, specie laddove esse abbiano importanza storica e artistica. È cresciuto anche il numero delle sinagoghe non più attive ma comunque mantenute integre e restaurate come musei nazionali, statali o comunali.

### Sinagoghe abbandonate o convertite ad altro uso
In seguito ai frequenti flussi migratori (spesso forzati) degli ebrei in Europa, molte sinagoghe furono abbandonate. Alcune delle più antiche si sono preservate perché trasformate in chiese in seguito ai decreti di espulsione che del XVI secolo interessarono i territori sotto il dominio spagnolo; di altre si conserva spesso memoria solo nella toponomastica locale. Altre sinagoghe caddero in disuso per la costruzione dei nuovi edifici di culto in seguito all'emancipazione o per il declino demografico che ha interessato numerose piccole comunità ebraiche dei centri minori per motivi economici alla fine dell'Ottocento e quindi in maniera più accentuata con la Seconda guerra mondiale e le perdite umane e materiali dell'Olocausto. Molte di queste sinagoghe, una volta cadute in disuso, sono state abbandonate, i loro arredi trasferiti in altre città o negli Stati Uniti o in Israele. Spesso per incuria o indifferenza l'edificio stesso è stato demolito o destinato ad altro uso, non sempre consono alla loro funzione originaria. Nei paesi a regime comunista è avvenuto spesso che edifici sinagogali siano stati confiscati e degradati come fabbriche o magazzini, e quindi in seguito al collasso economico degli anni Novanta, completamente abbandonate in condizioni di gravissimo degrado. In anni recenti tuttavia diverse sinagoghe sono state restaurate e riaperte al pubblico come musei o centri culturali anche in luoghi dove esse non servano più ad un uso liturgico continuato.

### Sinagoghe distrutte
Molte importanti sinagoghe in Europa sono state deliberatamente distrutte in occasione di espulsioni, pogrom o atti di persecuzione antiebraica. Nella notte del 9-10 novembre 1938 (la cosiddetta notte dei cristalli), oltre 1.400 sinagoghe furono date alle fiamme dalle milizie naziste in Germania ed Austria, in quello che rimane il colpo più grave inferto al patrimonio artistico e culturale ebraico d'Europa. L'opera di distruzione sistematica delle sinagoghe proseguì con effetti devastanti nei paesi occupati militarmente dall'esercito tedesco durante la seconda guerra mondiale. Nel dopoguerra molte sinagoghe danneggiate o abbandonate furono distrutte per far posto a nuove costruzioni, per incuria e indifferenza nei paesi dell'Europa occidentale o come conseguenza di politiche antireligiose nei paesi comunisti. Solo con gli anni Novanta si è avviata a livello europeo una nuova sensibilità alla preservazione del patrimonio culturale ebraico europeo. Dopo il collasso dei regimi comunisti, la situazione è notevolmente migliorata nei paesi ora nell'orbita della Comunità Europea, ma anche in Russia, mentre permangono situazioni critiche, specie in Bielorussia, dove sono avvenuti anche recentemente episodi di demolizione di vecchi edifici sinagogali.

## Elenco delle principali sinagoghe d'Europa
L'elenco (parziale) include, stato per stato, le principali sinagoghe d'Europa: quelle esistenti ma anche quelle abbandonate o demolite, delle quali si abbia traccia o notizia, con l'indicazione del loro stato attuale: (a) si dice integra una sinagoga completa di decorazioni e arredi; (b) si dice dismessa una sinagoga della quale si sia preservata la struttura architettonica ma che sia priva dei suoi arredi e serva oggi ad altra funzione; (c) si dice smantellata una sinagoga di cui si sia preservato l'edificio o la facciata, ma la cui sala sia stata irrimediabilmente compromessa nella sua struttura originaria; (d) si dice "scomparsa" (perché abbandonata o distrutta) una sinagoga della quale si sia persa ogni traccia architettonica; (e) si parla infine di resti archeologici laddove la presenza di un'antica sinagoga sia stata rinvenuti attraverso campagne di scavo.

### Austria
- Sinagoga Wertheimer di Eisenstadt (1700-), integra, attiva [2]
- Stadttempel (Vienna) (1826-), integra, attiva [2]
- Leopoldstädter Tempel (Vienna) (1858-1938), scomparsa, distrutta nel 1938 nella notte dei cristalli
- Sinagoga vecchia di Graz (1892-1938), scomparsa, distrutta nel 1938 nella notte dei cristalli
- Sinagoga Neudeggergasse (Vienna) (1903-1938), scomparsa, distrutta nel 1938 nella notte dei cristalli
- Sinagoga di St. Pölten (1913-), integra, devastata nel 1938, restaurata nel 1988, oggi museo
- Sinagoga nuova di Graz (2000-), attiva

### Belgio
- Sinagoga di Arlon (1865-), integra, attiva, prima sinagoga costruita in Belgio
- Grande Sinagoga d'Europa (1878-), integra, attiva [2]
- Sinagoga olandese di Anversa (1893-), integra, attiva [2]
- Sinagoga portoghese di Anversa (1913-), integra, attiva [2]
- Sinagoga Simon & Lina Haïm di Schaerbeek (1966-), integra, attiva

### Bielorussia
- Sinagoga di Bykhaw (ca. 1620), la sola sinagoga fortificata ancora esistente in Bielorussia, dismessa durante l'occupazione nazista (1941-44) e il periodo sovietico (1944-91), ora abbandonata e in rovina.
- Sinagoga di Slonim (1642-), dismessa durante l'occupazione nazista (1941-44) e il periodo sovietico (1944-91), abbandonata, in corso di restauro con il contributo del World Monuments Fund
- Sinagoga di Wolpa (XVIII sec.-1941), scomparsa, distrutta nel 1941 durante l'Olocausto
- Sinagoga grande corale di Hrodna (1905-), dismessa durante l'occupazione nazista (1941-44) e il periodo sovietico (1944-91), ora nuovamente attiva (1991-), in corso di restauro
- Sinagoga grande corale di Minsk, dismessa durante l'occupazione nazista (1941-44), quindi trasformata nella sede dello State Yiddish Theatre (fino al 1948), oggi Gorky National Dramatic Theatre.
- Sinagoga di Kobryn, dismessa durante l'occupazione nazista (1941-44) e il periodo sovietico (1944-91), ora abbandonata e in rovina.
- Sinagoga di Ruzhany, dismessa durante l'occupazione nazista (1941-44) e il periodo sovietico (1944-91), ora abbandonata e in rovina.
- Sinagoga di Ashmyany (1912-), dismessa durante l'occupazione nazista (1941-44) e il periodo sovietico (1944-91), ora abbandonata e in rovina.

### Bosnia ed Erzegovina
- Sinagoga vecchia di Sarajevo (Il Kal Vjezu, 1581-), ricostruita nel 1697 e 1788, a lungo dismessa, dal 1966 sede del Museo Ebraico, riconsacrata nel 2004
- Sinagoga nuova di Sarajevo (Il Kal Nuevu, 1746), smantellata, ora galleria d'arte
- Sinagoga nuova di Travnik (1860-2008), abbandonata dal 1941 e quindi utilizzata come fabbrica, demolita nel 2008[3]
- Sinagoga di Mostar (1902-1992), devastata dalla milizie fasciste nel 1942, trasformata in teatro dopo la guerra, distrutta nella guerra civile del 1992
- Sinagoga sefardita di Sarajevo (Il Kal Grande, 1932-), smantellata, distrutta dalle milizie fasciste nel 1941, convertita nel 1965 in Centro culturale bosniaco (Bosanski Kulturni Centar)[4]
- Sinagoga ashkenazita di Sarajevo (1902-), parzialmente smantellata, attiva.

### Bulgaria
- Sinagoga di Sofia, attiva, integra, in corso di restauro con il contributo del World Monuments Fund
- Sinagoga di Plovdiv (Filippopoli), attiva, integra

### Repubblica Ceca
- Sinagoghe di Praga, integre
- Sinagoga Vecchia-Nuova (Praga) (1270-), integra, attiva
- Sinagoga Alteshule-Horni di Mikulov (1550-), integra, ora museo [2]
- Sinagoga Alta (Praga) (1568-), integra
- Sinagoga di Holešov (1560-), integra, ora museo [2]
- Sinagoga di Kolin (1642-), integra [2]
- Sinagoga vecchia di Trebic (1642-) dismessa, ora chiesa [2]
- Sinagoga di Boskovice (1657-), integra, ora museo [2]
- Sinagoga nuova di Trebic (1737-), integra, ora museo [2]
- Sinagoga di Kasejovice (1762-), integra, ora museo [2]
- Sinagoga spagnola (Praga) (1867-), integra [2]
- Sinagoga di Krnov (1875-), integra, attiva
- Sinagoga vecchia di Plzeň-Pilsen (1875-), integra, ora museo [2]
- Sinagoga di Reichenberg-Liberec (1889-1938), scomparsa, distrutta nella notte dei cristalli nel 1938
- Sinagoga grande di Plzeň-Pilsen (1893-), integra, attiva [2]
- Sinagoga Maisel (Praga) (1905-), integra
- Sinagoga del Giubileo (Praga) (1906-), integra

### Croazia
- Sinagoga di Ragusa (XVI sec.-), integra, attiva [2]
- Sinagoga di Spalato (1500-), integra, attiva
- Sinagoga grande di Zagabria (1867-1941), scomparsa, distrutta nel 1941 durante l'Olocausto
- Sinagoga di Karlovac (1870-1960), scomparsa, demolita nel 1960
- Sinagoga di Koprivnica (1875-), dismessa, restaurata nel 2011-13, ora sala da concerto
- Sinagoga di Sisak (1880-),dismessa, devastata nel 1941 durante l'Olocausto, restaurata, ora scuola di musica
- Sinagoga di Vukovar (1889-1958), scomparsa, devastata nel 1941 durante l'Olocausto, demolita nel 1958
- Sinagoga di Križevci (1895-), dismessa, in corso di restauro, ora centro culturale
- Sinagoga di Slavonski Brod (1896-1941), scomparsa, devastata nel 1941 durante l'Olocausto
- Sinagoga grande di Fiume (1903-1944), scomparsa, distrutta nel 1944 durante l'Olocausto
- Sinagoga di Bjelovar (1917-), dismessa, restaurata, ora centro culturale
- Sinagoga di Vinkovci (1923-1942), scomparsa, distrutta nel 1941-42 durante l'Olocausto
- Sinagoga ortodossa di Fiume (1928-), integra, restaurata nel 2008, attiva

### Danimarca
- Sinagoga grande di Copenaghen (1833-), attiva, integra [2]

### Estonia
- Sinagoga di Tallinn (2007-), integra, attiva

### Finlandia
- Sinagoga di Helsinki (1906-), attiva, integra
- Sinagoga di Turku (1912-), attiva, integra

### Francia
- Sinagoga di Pfanffenhofen (1791-), ora museo, in corso di restauro con il contributo del World Monuments Fund [2]
- Sinagoga di Carpentras (1774-), integra, attiva [2]
- Sinagoga di Nimes (1791-), integra, attiva [2]
- Sinagoga di Pfaffenhoffen (1791-), integra, attiva [2]
- Sinagoga grande di Parigi (1814-), attiva, integra
- Sinagoga di Colmar (1823-), attiva, integra [2]
- Sinagoga di Avignone (1845-), attiva, integra [2]
- Sinagoga di Mulhouse (1849-), attiva, integra [2]
- Sinagoga di Pau (1850-), attiva, integra [2]
- Sinagoga Nazareth di Parigi (1852-), attiva, integra
- Synagogue de Bergheim (1863-), attiva, integra
- Sinagoga grande di Lione (1864-), attiva, integra
- Sinagoga di Besançon (1871-), attiva, integra [2]
- Sinagoga grande di Bordeaux (1871-), attiva, integra
- Sinagoga di Châlons-en-Champagne (1875-), integra, attiva
- Sinagoga di Obernai (1876-), attiva, integra [2]
- Sinagoga di Neuilly (1878-), attiva, integra
- Sinagoga di Nizza (1886-), attiva, integra
- Sinagoga di Versailles (1886-), attiva, integra
- Sinagoga di Lille (1891-), attiva, integra
- Sinagoga di Wolfisheim (1897-), attiva, integra [2]
- Sinagoga Quai Kléber di Strasburgo (1898-1938), scomparsa, distrutta dai nazisti nel 1940
- Sinagoga di Boulogne-Billancourt, integra, attiva
- Sinagoga Agoudas Hakehilos di Parigi (1914-), attiva, integra [2]
- Sinagoga di Rouen (1950-), attiva, integra [2]
- Sinagoga della Pace (Strasburgo) (1958-), integra, attiva

### Germania
- Sinagoga di Worms (1175-), più volte distrutta e ricostruita, attiva
- Sinagoga di Gelnhausen (1601-), restaurata, ora museo [2]
- Sinagoga di Celle (1740-), integra, restaurata, dal 1997 è un museo e occasionalmente usata per il culto [2]
- Sinagoga di Wörlitz (1790-), dismessa, ora museo
- Sinagoga di Kassel (1840-1938), scomparsa, distrutta nella notte dei cristalli nel 1938
- Sinagoga Semper (Sinagoga vecchia di Dresda) (1840-1938), scomparsa, distrutta nella notte dei cristalli nel 1938
- Sinagoga di Kippenheim (1852-1938), restaurata, fu danneggiata nella notte dei cristalli nel 1938
- Sinagoga vecchia maggiore di Magonza (1853-1912), scomparsa, venduta e demolita.
- Sinagoga maggiore di Lipsia (1855-1938), scomparsa, distrutta nella notte dei cristalli nel 1938
- Sinagoga maggiore di Francoforte sul Meno (1860-1938), scomparsa, distrutta nella notte dei cristalli nel 1938
- Sinagoga Glockengasse di Colonia (1861-1938), scomparsa, distrutta nella notte dei cristalli nel 1938
- Sinagoga vecchia di Aquisgrana (1862-1938), scomparsa, distrutta nella notte dei cristalli nel 1938
- Sinagoga nuova di Berlino (1866-), vandalizzata nella Notte dei cristalli nel 1938, devastata dai bombardamenti nel 1943, demolita in parte nel 1958 e in parte restaurata nel 1988-95, attiva
- Sinagoga nuova di Hannover (1870-1938), scomparsa, distrutta nella notte dei cristalli nel 1938
- Sinagoga di Braunschweig, (1873-1940) scomparsa, ricostruita dal 2006, attiva.
- Sinagoga di Friburgo in Brisgovia (1870-1938), scomparsa, distrutta nella notte dei cristalli nel 1938
- Sinagoga vecchia di Ulm (1873-1938), scomparsa, demolita dai nazisti nell'estate 1938
- Sinagoga maggiore di Norimberga (1874-1938), scomparsa, demolita dai nazisti nell'estate 1938
- Sinagoga vecchia di Heilbronn (1877-1938), scomparsa, distrutta nella notte dei cristalli nel 1938
- Sinagoga di Heidelberg (1878-1938), scomparsa, distrutta nella notte dei cristalli nel 1938
- Sinagoga di Göppingen (1881-1938), scomparsa, distrutta nella notte dei cristalli nel 1938
- Sinagoga di Brichsal (1881-1938), scomparsa, distrutta nella notte dei cristalli nel 1938
- Sinagoga Börneplatz (1882-1938), scomparsa, distrutta nella notte dei cristalli nel 1938
- Sinagoga di Tübingen (1882-1938), scomparsa, distrutta nella notte dei cristalli nel 1938
- Sinagoga di Costanza (1883-1938), scomparsa, distrutta nella notte dei cristalli nel 1938
- Sinagoga di Ludwigsbourg (1884-1938), scomparsa, distrutta nella notte dei cristalli nel 1938
- Sinagoga vecchia maggiore di Monaco (1887-1938), scomparsa, demolita per ordine delle autorità naziste nell'estate 1938
- Sinagoga di Ettlingen (1889-1938), scomparsa, distrutta nella notte dei cristalli nel 1938
- Sinagogo di Adelsheim (1890-1977), dismessa nel 1938, demolita nel 1977
- Sinagoga di Pforzheim (1892-1938), scomparsa, distrutta nella notte dei cristalli nel 1938
- Sinagoga di Aschaffenbourg (1893-1938), scomparsa, distrutta nella notte dei cristalli nel 1938
- Sinagoga di Marburgo (1897-1938), scomparsa, distrutta nella notte dei cristalli nel 1938
- Sinagoga Roonstrasse di Colonia (1899-1938; 1959-), incendiata nella notte dei cristalli nel 1938, ricostruita nel 1959, attiva [2]
- Sinagoga di Baden-Baden (1899-1938), scomparsa, distrutta nella notte dei cristalli nel 1938
- Sinagoga vecchia di Dortmund (1900-1938), scomparsa, demolita dai nazisti nell'estate 1938
- Sinagoga di Bad Kissingen (1902-1938), scomparsa, distrutta nella notte dei cristalli nel 1938
- Sinagoga Rykestrasse di Berlino (1904-), attiva, restaurata, integra
- Sinagoga Broyder di Lipsia (1904-), attiva, integra [2]
- Sinagoga di Alsfeld (1905-1938), scomparsa, distrutta nella notte dei cristalli nel 1938
- Sinagoga di Weinheim (1906-1938), scomparsa, distrutta nella notte dei cristalli nel 1938
- Sinagoga di Rastatt (1906-1938), scomparsa, distrutta nella notte dei cristalli nel 1938
- Sinagoga Friedberger Anlage (1907-1938), scomparsa, distrutta nella notte dei cristalli nel 1938
- Sinagoga di Künzelsau (1907-1938), scomparsa, distrutta nella notte dei cristalli nel 1938
- Sinagoga Westend (1910-), restaurata, attiva [2]
- Sinagoga Fasanenstrasse di Berlino (1912-1938), scomparsa, distrutta nella notte dei cristalli nel 1938
- Sinagoga maggiore di Magonza (1912-1938), scomparsa, distrutta nella notte dei cristalli nel 1938
- Sinagoga vecchia di Essen (1913-), restaurata, oggi museo e centro culturale ebraico
- Sinagoga di Bad Brückenau (1913-1938), scomparsa, distrutta nella notte dei cristalli nel 1938
- Sinagoga di Bad Wildungen (1914-1938), scomparsa, distrutta nella notte dei cristalli nel 1938
- Sinagoga di Augusta (1917-), restaurata, attiva [2]
- Sinagoga di via Reichenbach (Monaco di Baviera) (1931-), danneggiata nel 1938, restaurata nel 1947
- Sinagoga Ohel Jakob (Monaco di Baviera) (2006-), integra, attiva [2]
- Nuova sinagoga di Magonza (2010-), integra, attiva

### Grecia
- Sinagoga di Delo (II sec), rovine archeologiche [2]
- Sinagoga di Corfù (XVII sec), integra, attiva [2]
- Sinagoga Kahal Shalom di Rodi, (1577-), integra, attiva [2]
- Sinagoga Ioanniotiki di Atene, (1903-), integra, attiva [2]
- Sinagoga Monastir (Tessalonica) (1927-), integra, attiva
- Sinagoga Beth Shalom di Atene, (1935-), integra, attiva [2]

### Italia
- Sinagoga di Caltagirone, scomparsa, distrutta dopo l'espulsione degli ebrei con il Decreto dell'Alhambra 1492
- Sinagoghe e museo ebraico di Ferrara, integre [2]
- Tempio maggiore israelitico di Firenze, integra, attiva [2]
- Sinagoga di Genova, integra, attiva
- Sinagoga vecchia di Livorno (1603-1943), scomparsa, distrutta dai bombardamenti Alleati della seconda guerra mondiale
- Sinagoga di Livorno, (1962-), integra, attiva [2]
- Sinagoga Norsa Torrazzo (Mantova), integra, attiva [2]
- Sinagoga centrale di Milano, integra, attiva
- Sinagoga di Napoli, integra, attiva [2]
- Tempio Maggiore di Roma, integra, attiva
- Sinagoga di Torino, integra, attiva [2]
- Mole Antonelliana (Torino), mai attiva, ora Museo nazionale del Cinema
- Sinagoga Scolanova (Trani), convertita in chiesa di Santa Maria di Scolanova, riconvertita in sinagoga nel 2005
- Sinagoga di Trieste, integra, attiva
- Sinagoghe di Venezia, integre, attive
- Sinagoga di Vercelli, integra, attiva [2]
- Sinagoga di Casale Monferrato, integra, attiva

### Lettonia
- Sinagoga Kaddish di Daugavpils (1850-), integra, attiva [2]
- Sinagoga grande corale di Riga (1871-1941), distrutta dai nazisti nel 1941
- Sinagoga di Sabile (1890-), dismessa dal 1941, ora Centro culturale
- Sinagoga Peitav di Riga (1905-), integra, attiva [2]

### Lituania
- Sinagoga grande di Vilnius (1633-1957), devastata durante l'Olocausto, demolita nel 1955-57
- Sinagoga corale di Kaunas (1872-), integra, attiva [2]
- Sinagoga corale di Vilnius (1903-), integra, attiva, in corso di restauro con il contributo del World Monuments Fund [2]
- Sinagoga caraita di Trakai (1904-), integra, attiva
- Sinagoga caraita di Vilnius (1922-), integra, attiva

### Norvegia
- Sinagoga di Oslo (1920-), integra, attiva [2]
- Sinagoga di Trondheim (1925-), integra, attiva [2]

### Paesi Bassi
- Sinagoga portoghese di Amsterdam (1675-), integra, attiva [2]
- Sinagoga di Tilburg (1876-), integra, attiva [2]
- Sinagoga Gerard Dou di Amsterdam (1892-), integra, attiva [2]

### Polonia
- Sinagoga di Pińczów (1609-), integra, ora museo, in corso di restauro con il contributo del World Monuments Fund
- Sinagoga di Lesko (XVII sec.-), integra, ora museo
- Sinagoga di Gąbin (1710-1939), scomparsa, distrutta nel 1939 durante l'Olocausto
- Sinagoga vecchia di Częstochowa (1765-1943), scomparsa, distrutta nel 1943 durante l'Olocausto
- Sinagoga grande di Włodawa (1774-), integra, ora museo
- Sinagoga della Cicogna Bianca di Breslavia (1829-), integra, attiva [2]
- Sinagoga Alte Szil di Łódź (1861-1939), scomparsa, distrutta nel 1939 durante l'Olocausto
- Sinagoga di Gleiwitz-Gliwice (1869-1938), scomparsa, distrutta nella notte dei cristalli nel 1938
- Sinagoga di Beuthen-Bytom (1869-1938), scomparsa, distrutta nella notte dei cristalli nel 1938
- Sinagoga nuova di Breslavia (1872-1938), scomparsa, distrutta nel 1938 nella notte dei cristalli
- Sinagoga nuova di Stettino (1875-1938), scomparsa, distrutta nel 1938 nella notte dei cristalli
- Sinagoga grande di Varsavia (1878-1943), scomparsa, distrutta nel 1943 durante l'Olocausto
- Sinagoga grande di Bromberg-Bydgoszcz (1884-1939), scomparsa, distrutta nel 1939 durante l'Olocausto
- Sinagoga grande di Danzica (1887-1939), scomparsa, distrutta nel 1939 durante l'Olocausto
- Sinagoga grande di Łódź (1887-1939), scomparsa, distrutta nel 1939 durante l'Olocausto
- Sinagoga di Marienburg-Malbork (1898-1938), scomparsa, distrutta nel 1938 nella notte dei cristalli
- Sinagoga grande di Katowice (1900-1939), scomparsa, distrutta nel 1939 durante l'Olocausto
- Sinagoga Nożyk di Varsavia (1902-), attiva, integra [2]
- Sinagoga Reicher di Łódź (1902-), attiva, integra
- Sinagoga Ezras Israel di Łódź (1904-1939), scomparsa, distrutta nel 1939 durante l'Olocausto
- Sinagoga nuova di Częstochowa (1909-1939), scomparsa, incendiata nel 1939 durante l'Olocausto, demolita nel 1955
- Sinagoga grande di Białystok (1913-1941), scomparsa, distrutta nel 1941 durante l'Olocausto

### Portogallo
- Sinagoga di Tomar (XV sec.), restaurata, ora museo [2]
- Sinagoga di Lisbona (1904-), integra, attiva [2]
- Sinagoga Kadoorie (Porto) (1938-), integra, attiva [2]

### Regno Unito
- Sinagoga Bevis Marks di Londra (1701-), attiva, integra [2]
- Sinagoga di Exeter (1764-), attiva, integra[5]
- Sinagoga grande di Londra (1790-1941), scomparsa, distrutta nei bombardamenti tedeschi nel 1941
- Sinagoga Montefiore di Ramsgate (1833-), integra, attiva[6][7]
- Sinagoga di Cheltenham (1839-), attiva, integra[8]
- Sinagoga Singers Hill di Birmingham (1856-), attiva, integra [2]
- Sinagoga Sandys Row di Londra (1867-), attiva, integra [2]
- Sinagoga spagnola-portoghese di Manchester / Museo ebraico di Manchester (1874-), integra, ora museo [2]
- Sinagoga Princes Road di Liverpool (1874-), attiva, integra [2]
- Sinagoga Middle Street di Brighton (1875-), attiva, integra[9]
- Sinagoga New West End di Londra (1879-), attiva, integra [2]
- Sinagoga Garnethill di Glasgow (1881-), attiva, integra
- Sinagoga di Edimburgo (1898-) attiva, integra, vecchio edificio distrutto e nuovo edificio completato nel 1932[10]

### Romania
- Sinagoga grande di Iași (1671-), integra, attiva
- Sinagoga Ieşua Tova di Bucarest (1827-)
- Sinagoga Unirea Sfântă di Bucarest / Museo Ebraico di Bucarest (1836-)
- Sinagoga grande di Bucarest (1846-), integra, attiva
- Sinagoga di Bistrița (1856-), integra, ora sala da concerti [2]
- Tempio corale di Bucarest (1866-), integra, attiva
- Sinagoga di Șimleu Silvaniei (1876-), integra, ora Museo dell'Olocausto
- Sinagoga grande di Rădăuți (1883-), integra, attiva
- Sinagoga riformata di Cluj-Napoca (1887-), integra, attiva
- Sinagoga Fabric di Timișoara (1889-), integra, in restauro come sala da concerti [2]
- Tempio maggiore di Satu Mare (1892-), integra, ora monumento nazionale
- Sinagoga grande di Sibiu (1899-), integra, attiva [2]
- Sinagoga Statu Quo Ante di Târgu Mureș (1900-), attiva, integra

### Russia
- Sinagoga grande corale (San Pietroburgo) (1893-), attiva, integra, in corso di restauro con il contributo del World Monuments Fund
- Sinagoga nuova di Königsberg (1896-1938; 2018-), distrutta nel 1938 durante la notte dei cristalli (la città, oggi nota come Kaliningrad, faceva allora parte della Prussia orientale tedesca). È stata ricostruita nel 2018 con le stesse forme esteriori e un interno rinnovato.
- Sinagoga corale di Mosca (1906-), attiva, integra

### Serbia
- Sinagoga di Subotica (1902-), oggi monumento nazionale, in corso di restauro con il contributo del World Monuments Fund [2]
- Sinagoga sefardita di Belgrado (1908-1941), scomparsa, distrutta dai bombardamenti del 1941
- Sinagoga di Novi Sad (1909-), integra, oggi monumento nazionale
- Sinagoga aschkenazita di Belgrado (1926-), integra, attiva [2]

### Slovacchia
- Sinagoga di Stupava (1803-), dismessa, in corso di restauro con il contributo del World Monuments Fund
- Sinagoga di Banskej Štiavnici (1893-)
- Sinagoga Status Quo Ante di Trnava (1897-), dismessa, ora centro culturale
- Sinagoga vecchia di Košice (1899-), dismessa, abbandonata [2]
- Sinagoga di Trencin (1912-), dismessa, ora centro culturale [2]
- Sinagoga di Lučenec (1924-), abbandonata
- Sinagoga di Bratislava (1926-), integra, attiva [2]
- Sinagoga nuova di Košice (1927-), integra, attiva [2]
- Sinagoga di Žiline (1931-)

### Slovenia
- Sinagoga di Maribor (14th sec.-), dismessa, ora museo
- Sinagoga di Lendava (1866-), dismessa, ora museo

### Spagna
- Sinagoga di Cordova (1315-), convertita ad altri usi dopo la cacciata degli ebrei dalla Spagna nel 1492, reconvertita a sinagoga nel 1985
- Sinagoga del Transito (1356-), convertita in chiesa dopo la cacciata degli ebrei dalla Spagna nel 1492, restaurata, ora museo
- Sinagoga di Madrid (1968-), integra, attiva.

### Svezia
- Sinagoga di Göteborg (1855-), integra, attiva [2]
- Sinagoga di Norrköping (1858-), integra, attiva
- Sinagoga grande di Stoccolma (1870-), integra, attiva [2]
- Sinagoga di Malmö (1903-), integra, attiva [2]
- Sinagoga Adat Jisrael di Stoccolma (1920-), integra, attiva [2]
- Sinagoga Adas Jeschurun di Stoccolma (1959-), integra, attiva [2]

### Svizzera
- Sinagoga di Lengnau (1750-), integra, attiva [2]
- Sinagoga di Endingen (1852-), integra, attiva
- Sinagoga Beth-Yaacov di Ginevra (1859-), integra, attiva
- Sinagoga di Basilea (1868-), integra, attiva [2]
- Sinagoga di Biel-Bienne (1883-), integra, attiva [2]
- Sinagoga di La Chaux-de-Fonds (1896-), integra, attiva [2]
- Sinagoga di Berna (1906-), integra, attiva [2]
- Sinagoga di Losanna (1910-), integra, attiva [2]
- Sinagoga di Delémont (1911-), integra, attiva [2]

### Ucraina
- Sinagoga della Rosa d'Oro di Leopoli (1595-1941), dismessa, in rovina
- Sinagoga grande di Luc'k (1629-), smantellata, ora sede di un'associazione sportiva
- Sinagoga di Chodorów (1652-1941), distrutta nel 1941, scomparsa
- Sinagoga di Žovkva (1698-), in condizioni di grave degrado, ma in corso di restauro
- Sinagoga grande di Brody (1742), in rovina
- Sinagoga grande periferica di Leopoli (1798-1941), distrutta nel 1941, scomparsa
- Tempio caraita di Eupatoria (1807-), attiva, integra
- Sinagoga della Rosa d'Oro di Dnipropetrovs'k (1833-), dismessa dal 1926 al 1996, restaurata
- Sinagoga grande corale di Odessa (1840-), vandalizzata durante l'occupazione nazista, trasformata in centro sportivo durante il periodo comunista, restituita al culto nel 1997, ora attiva, in corso di restauro con il World Monuments Fund
- Sinagoga Jakob Glanzer di Leopoli (1844-), dismessa, ora centro culturale ebraico
- Sinagoga Tempel di Leopoli (1846-1941), distrutta nel 1941, scomparsa
- Sinagoga Brodzka di Odessa (1850-), integra, attiva
- Sinagoga grande corale di Drohobyč (1865-), in stato di forte degrado
- Sinagoga di Černivci (1878-1941), distrutta, l'edificio è stato parzialmente ricostruito come cinema
- Sinagoga Beit Chasidim di Leopoli (1883-1941), distrutta nel 1941, scomparsa
- Sinagoga di Radomyšl' (1887-1921), incendiata nel 1921, demolita
- Sinagoga grande corale di Kiev (1895-), rinnovata nel 1916, dismessa dal 1929 al 1945, riaperta al culto nel 1945, attiva
- Sinagoga cassidica di Cherson (1895-), attiva, integra
- Sinagoga Brods'kyj (1898-), dismessa dal 1926 al 1997, restituita al culto nel 1997, restaurata nel 2000
- Sinagoga Tempel di Ivano-Frankivs'k (1899-1941), parzialmente sopravvissuta
- Sinagoga caraita di Kiev (1902-), dismessa dal 1929, ora sede di associazione culturale
- Sinagoga di Užhorod (1904-), smantellata, oggi sala da concerti
- Sinagoga Halyc'ka di Kiev (1910-), dismessa dal 1930 al 2001, restituita al culto nel 2001, restaurata nel 2002-2004
- Sinagoga grande corale di Charkiv (1913-), attiva, restaurata
- Sinagoga Beis Aharon V'Yisrael di Leopoli (1925-), attiva, restaurata

### Ungheria
- Sinagoga grande di Budapest (1859-), attiva, integra [2]
- Sinagoga grande di Pécs (1869-), attiva, integra, in corso di restauro con il contributo del World Monuments Fund [2]
- Sinagoga nuova di Seghedino (1902-), attiva, integra [2]